# Werkspoor

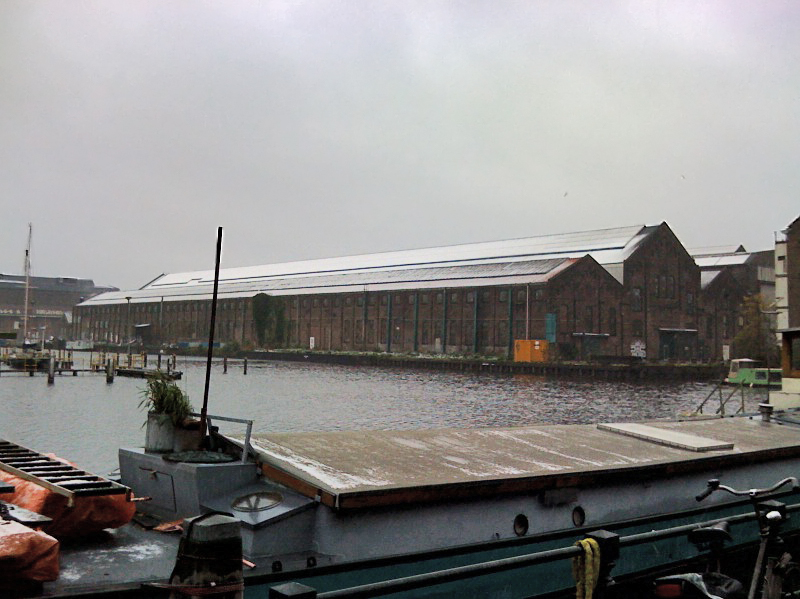
Werkspoor-gebouwen op Oostenburg, Amsterdam.

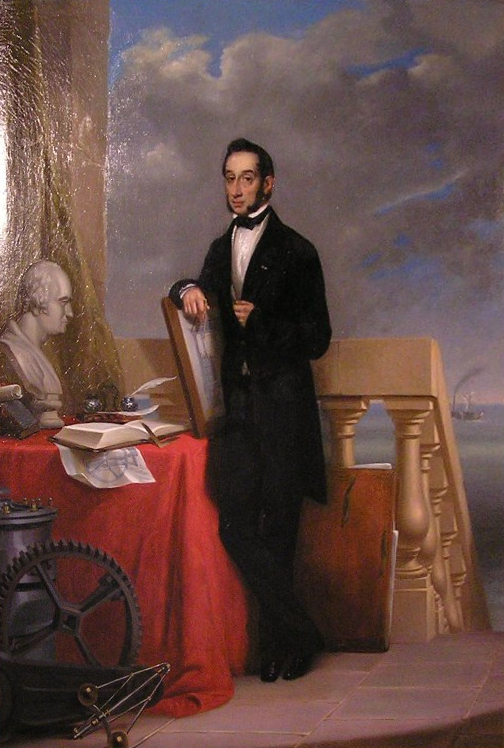
Paul van Vlissingen (1797-1876), olieverfschilderij van Jan Braet von Überfeldt.

Werkspoor N.V., de verkorte en later de officiële handelsnaam van de Koninklijke Nederlandsche Fabriek van Werktuigen en Spoorwegmaterieel, was een Nederlandse machinefabriek, bekend door onder meer (scheeps)stoommachines, motoren en rollend materieel. Het bedrijf is in 1827 opgericht door Paul van Vlissingen (1797-1876) en Abraham Dudok van Heel (1802-1873) met steun van koning Willem II.

## Ontstaan en groei
Het bedrijf, oorspronkelijk gevestigd in Amsterdam (Oostenburg), was al opgericht in 1826 door Paul van Vlissingen als een reparatiewerkplaats voor stoommachines voor de Amsterdamse Stoombootmaatschappij, waarvan hij medeoprichter was. In 1827 werd een voormalige rokerij van de Vereenigde Oostindische Compagnie gehuurd om uit te breiden. Nadat Abraham Dudok van Heel in 1828 compagnon was geworden, kreeg het bedrijf de naam Fabriek van Stoom- en Andere Werktuigen, onder de firmanaam Van Vlissingen & Dudok van Heel.
Omstreeks 1850 was Van Vlissingen-Dudok van Heel de grootste machinefabriek van Nederland. Het bedrijf telde toen circa 1000 werknemers. Men vervaardigde er onder meer stoommachines, stoomketels en machinerieën voor de suikerindustrie, en van 1843 tot 1846 ook enkele stoomlocomotieven. In 1850 werden enkele stoomsleepboten gebouwd bestemd voor Egypte. In deze periode werd aan de fabriek het predicaat Koninklijk verleend. Het bedrijf was mede afhankelijk van regeringsorders. 
In 1871 raakte de onderneming in financiële problemen bij de bouw van de Moerdijkbrug. Met de hulp van de Amsterdamse bankier Abraham Wertheim werd ze gereorganiseerd. Het nieuwe bedrijf, een naamloze vennootschap, kreeg de naam Koninklijke Fabriek van Stoom- en andere Werktuigen Werkspoor. Rond 1890 kwam ook dit bedrijf in moeilijkheden. Het werd vanaf 1891 voortgezet met financiële hulp van de machinefabriek Stork als Nederlandsche Fabriek van Werktuigen en spoorwegmaterieel.

## Expansie
De vervaardiging van dit laatste product beperkte zich aanvankelijk tot spoorwagons en dergelijke, maar in 1897 kreeg het bedrijf een order van de Nederlandsch-Zuid-Afrikaansche Spoorwegmaatschappij voor 40 locomotieven naast 400 goederenwagons. Daartoe werden in 1897 op Oostenburg drie grote fabriekshallen gebouwd (zie foto), ontworpen door de architect A.L. van Gendt. Naast deze productie van rollend materieel bleef Werkspoor ook actief op het gebied van de scheepsmachinerieën en vervaardigde het bedrijf in 1910 de eerste dieselmotor voor een zeegaand schip, de Vulcanus, in opdracht van de Bataafsche Petroleum Maatschappij. Verder nam men begin 20e eeuw de productie van koelmachines ter hand, als licentiehouder van de firma Linde.
In 1913 verhuisde de fabricage van spoorrijtuigen en staalconstructies naar het industrieterrein aan de Cartesiusweg in Utrecht. Een nieuw fabriekscomplex, waar in de hoogtijdagen bijna 6000 arbeidsplaatsen waren, verrees daar. Ter huisvesting van de werknemers is Nieuw-Zuilen met onder andere de wijken Elinkwijk en de De Lessepsbuurt ontstaan. 
In 1929 werd het toen al in gebruik zijnde telegramadres Werkspoor de officiële naam van het bedrijf.
In Utrecht zijn enkele beroemde bruggen gebouwd, zoals de Waalbrug bij Nijmegen, de Bommelse Brug bij Zaltbommel, en de Moerdijkbrug.

## Na de Tweede Wereldoorlog
In de eerste jaren na de bevrijding had Werkspoor veel werk aan het herstel van beschadigd Nederlands spoor- en tramwegmaterieel. Ook werden ten behoeve van de Nederlandse Spoorwegen en industrie vele locomotieven, spoorwegrijtuigen en treinstellen gebouwd. Deze orders moesten in veel gevallen gedeeld worden met de andere Nederlandse spoorwegindustrieën Beijnes en Allan. Na de oorlog werden voornamelijk veel elektrische en diesellocomotieven gebouwd door de afdeling Rolma. De laatste door Werkspoor gebouwde stoomlocomotief was bestemd voor de Staatsmijnen in Limburg en rolde in 1948 van de band. Door de onafhankelijkheid van Indonesië was Nederlands-Indië als afzetgebied voor het rollend materieel van Werkspoor weggevallen, maar wel werd in 1951, mede dankzij de internationale contacten van prins Bernhard, een grote order (90 locomotieven en 400 rijtuigen) verworven uit Argentinië ter waarde van 225 miljoen gulden. Met het uitvoeren hiervan was zeven jaar gemoeid, waartoe het fabriekspersoneel werd uitgebreid van 2000 naar 5000 man.
In 1954 fuseerde het bedrijf met Stork en bleef het bestaan als onderdeel van de Verenigde Machinefabrieken Stork-Werkspoor (VMF). In Utrecht werd in 1960 een nieuwe grote fabriekshal gebouwd voor de bouw van grote ketels en apparaten, de Apparatenhal, sinds 2013 ook bekend als de Werkspoorkathedraal.
Rond 1967-1968 had Werkspoor zoveel orders (onder meer voor de bouw van de NS-treinstellen Plan V en een grote serie Amsterdamse trams), dat werk werd uitbesteed aan de Duitse fabrikant Düwag. Desondanks had de afdeling rollend materieel (Rolma) weinig toekomstperspectief, omdat het bedrijf na het aflopen van de Argentijnse order alleen aan de Nederlandse markt leverde. De directie heeft de afdeling Rolma in 1972 gesloten. Treinstel 840 van de NS is het laatste gebouwde rollend materieel (afgeleverd in 1972).
In 1989 werd Stork-Werkspoor-Diesel (SWD) overgenomen door het Finse concern Wärtsilä.

## Nevenactiviteiten

### Vliegtuigbouw

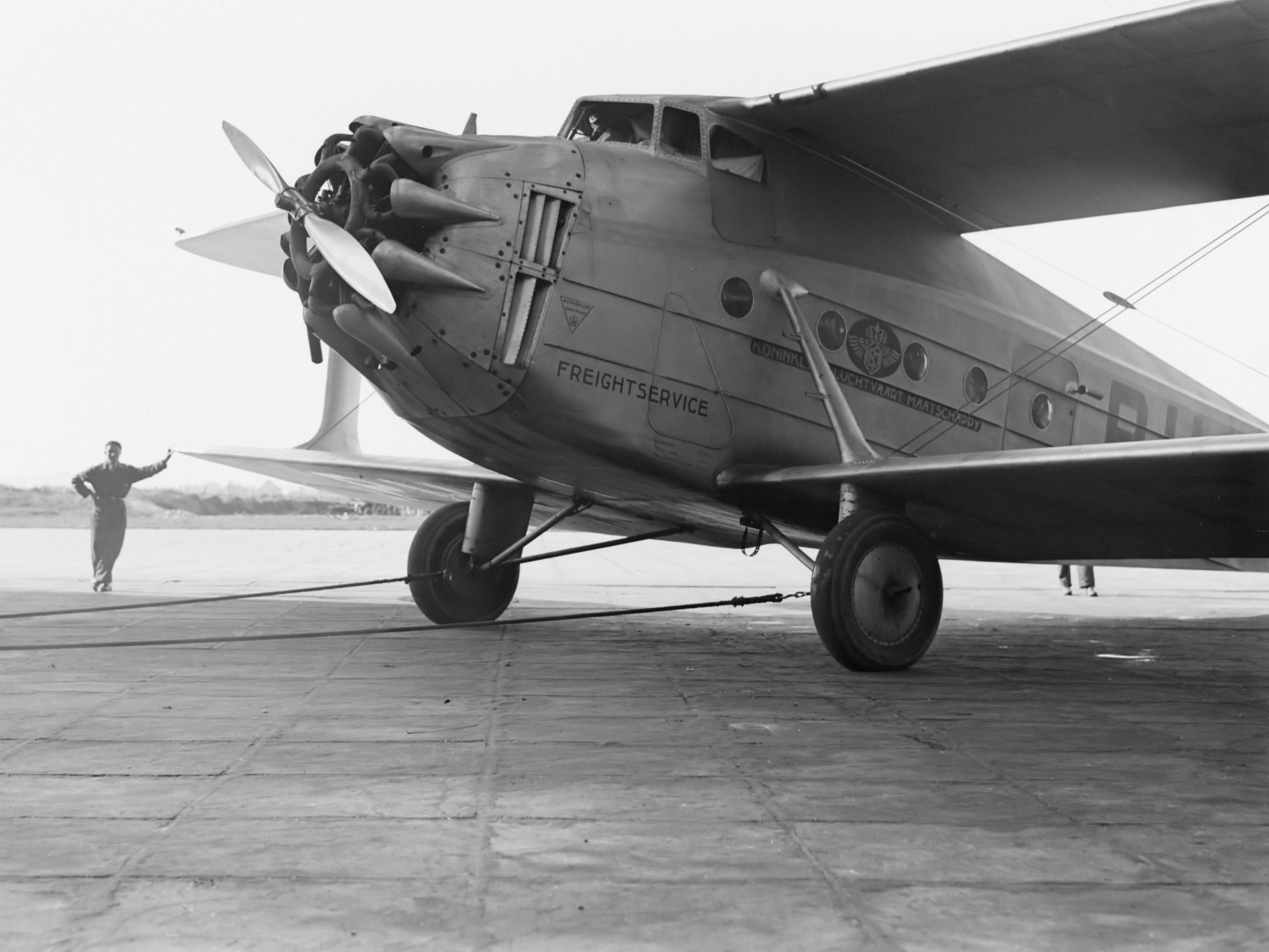
Jumbo-vrachtvliegtuig bouwjaar 1931.

Werkspoor heeft een bescheiden bijdrage geleverd aan de Nederlandse vliegtuigbouw. In 1925 was de fabriek betrokken bij de bouw van de eerste Nederlandse helikopter van luchtvaartpionier Albert Gillis von Baumhauer, die verloren ging in 1930. In dat jaar kreeg Werkspoor van KLM-directeur Albert Plesman de opdracht een vrachtvliegtuig te bouwen, naar een ontwerp van Joop Carley. De ontwikkeling, in samenwerking met Pander, ging gepaard met problemen aan de motor (oververhitting). In 1931 maakte de Jumbo zijn eerste vlucht. Het enige exemplaar vloog twee jaar voor de KLM als vrachtvliegtuig en daarna nog zeven jaar als lesvliegtuig. Aan het begin van de Tweede Wereldoorlog werd het toestel vernietigd tijdens een bombardement.
Omstreeks 1955 bouwde Werkspoor als onderaannemer van Fokker rompstukken voor de Hawker Hunter. Fokker bouwde 293 van deze straaljagers voor de Nederlandse- en Belgische luchtmacht in licentie van de Engelse vliegtuigbouwer Hawker Siddeley. Zo'n 20 jaar eerder bouwde Werkspoor vleugelsegmenten voor de Fokker G.I.

### Bussenbouw

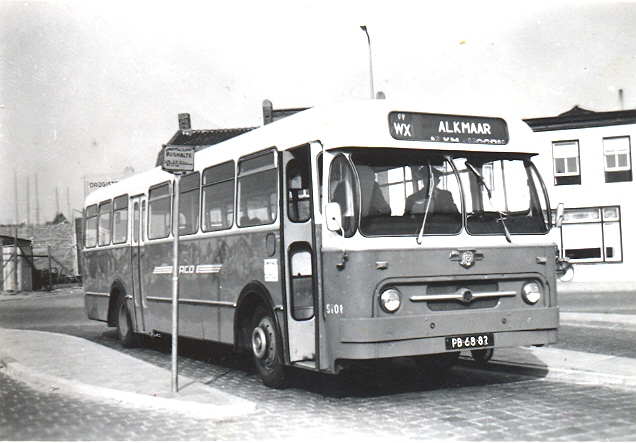
NACO-prototype 5101, Leyland-Werkspoor L-WS, bouwjaar 1956, in Den Helder op 11 mei 1960

Werkspoor was zowel voor als na de Tweede Wereldoorlog actief in de bouw van autobuscarrosserieën. In de late jaren veertig werden 195 Crossley-bussen gebouwd voor de streekvervoerbedrijven waarvan NS de aandelen in handen had. Daarna bouwde Werkspoor zeven jaar lang geen bussen, maar in de tweede helft van de jaren vijftig stapte de fabriek weer in deze markt op verzoek van NS, die wilde voorkomen dat de grote carrosseriebouwer Verheul een monopolie zou verwerven. Verheul was al in staat om bussen met een zelfdragende carrosserie te bouwen en Werkspoor moest dat volgens NS ook kunnen. In de jaren 1956-1962 werden aan de NS-dochterondernemingen 477 exemplaren van de Leyland-Werkspoor bolramer-streekbus geleverd. Er was octrooi verkregen op de speciale bolvormige antireflex-voorruit, een vinding van Werkspoors hoofdingenieur Hofstede. Ook de stadsvervoerbedrijven van Utrecht, Arnhem en Rotterdam kochten een aantal bussen bij Werkspoor. In 1962 droeg Werkspoor de autobusdivisie over aan Hainje te Heerenveen. De bolle Werkspoor-voorruit is daarna nog vele jaren toegepast op bussen van Zwitsers fabricaat FBW (Franz Brozincevic in Wetzikon) type B51U stadsbus met carrosserie Frech & Hoch.

### Radiotelescoop
In 1956 bouwde Werkspoor samen met Philips, het KNMI en een aantal Nederlandse universiteiten de Dwingeloo Radiotelescoop.

### Hyperbare zuurstoftank
In 1959 bouwde Werkspoor de eerste voor medische doeleinden gebruikte hyperbare zuurstoftank voor het Wilhelmina Gasthuis te Amsterdam. De tank is na de fusie tot het AMC meeverhuisd naar het pand aan de Meibergdreef en wordt daar nog altijd gebruikt.

### Kernreactor en ultracentrifuges
De eerste experimenten met het gebruik van ultracentrifuges voor de verrijking van uranium werden door de Nederlandse natuurkundige Dr. Jacob Kistemaker uitgevoerd in de kelders van Werkspoor in Amsterdam. Uiteindelijk leidde dit tot de oprichting van de uraniumverrijkingsfabriek Urenco in Almelo in 1969. In de jaren 70 bouwde Werkspoor het reactorvat voor de KEMA Suspensie Test Reactor (KSTR), die van 1974 tot 1979 in Arnhem werd gebruikt voor onderzoek

## Na Werkspoor

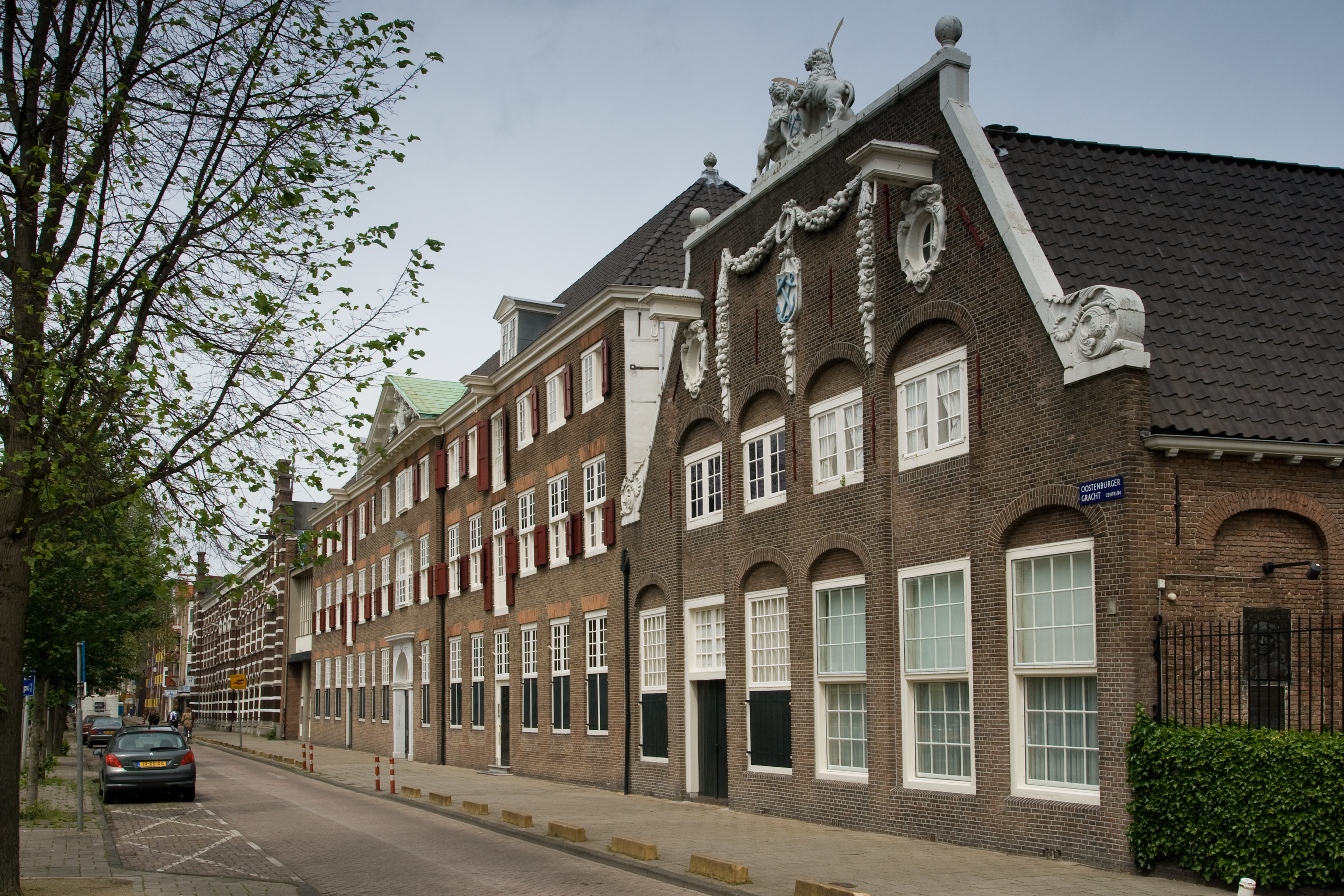
Het Werkspoormuseum in het voormalige Admiraliteitsgebouw aan de Oostenburgergracht, Amsterdam.

In Amsterdam bevond zich het Werkspoormuseum. Het was sinds 1950 gevestigd op Oostenburg in een voormalige lijnbaan van de Vereenigde Oostindische Compagnie. Dit 500 meter lange gebouw dateert van 1660. De begane grond toont voorwerpen uit de tijd van de V.O.C., de eerste verdieping is gewijd aan het industriële verleden van Werkspoor. Het museum, tevens representatief als Stork Ontvangstcentrum, was niet openbaar toegankelijk en is uiteindelijk in 2011 definitief gesloten. Voor onderbrengen van de collectie bij andere musea werd door eigenaar Stork in 2012 een oplossing gezocht.
De in 2002 geplaatste spoorbrug over het Amsterdam-Rijnkanaal, ten behoeve van spoorverdubbeling tussen Amsterdam en Utrecht, heeft de naam Werkspoorbrug gekregen omdat deze vlak bij het oude fabriekscomplex van Werkspoor ligt. De ernaast liggende brug uit 1966 heet Demka-spoorbrug, naar de Demka-staalfabriek in de omgeving.

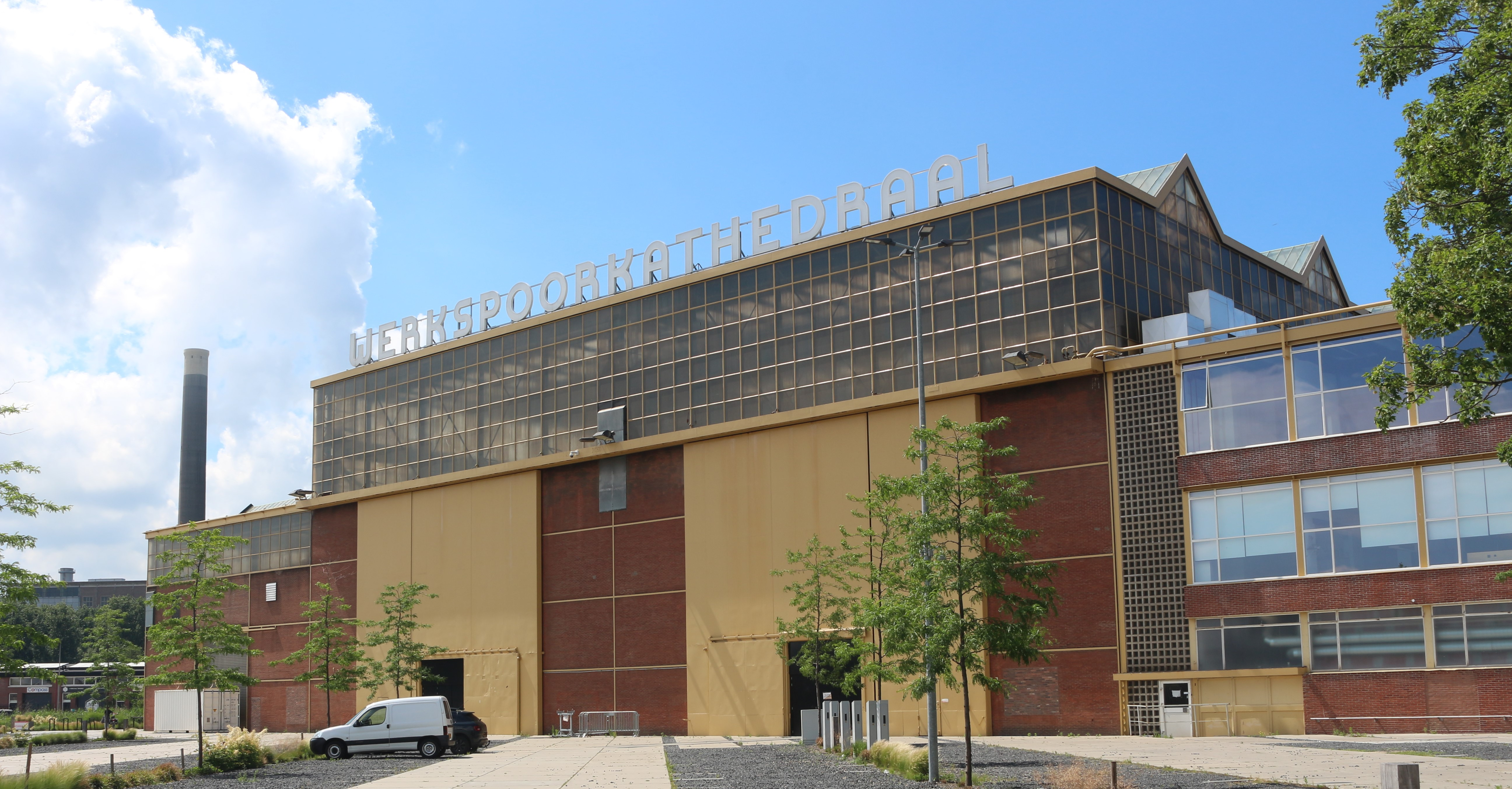
De Werkspoorkathedraal te Utrecht na de renovatie (foto anno 2020)

Op 12 september 2009 werd aan de Amsterdamsestraatweg 569 in Utrecht het Museum van Zuilen geopend, met daarin een grote Werkspoor-collectie, speciaal van de fabriek te Utrecht (Zuilen). De komst van Werkspoor naar Zuilen heeft de ontwikkeling van deze (tot 1954 zelfstandige) gemeente bevorderd. In juni 2020 is het museum verhuisd naar de Werkspoorfabriek, een van de acht oorspronkelijke 'Werkspoor-gebouwen', voorheen de 'Nieuwe Plaatwerkerij'. Deze hal werd omgebouwd tot een multifunctioneel bedrijfsverzamelgebouw.  
Andere nog in gebruik zijnde gebouwen zijn: De Werkspoorkathedraal (vanouds de Apparatenhal), Central Studio's (vanouds de Machinale), Feestzaal Cartesius (vanouds het Ontspanningsgebouw), Vlampijpateliers (vanouds het Constructiebureau).  
Op 10 december 2013 werd een door Werkspoor gebouwd stuk van de Bommelse brug aan de Amsterdamsestraatweg, op de hoek St.-Ludgerusstraat, dicht bij het Museum van Zuilen geplaatst. Een monumentaal eerbetoon aan de arbeiders die aan deze brug werkten. Zij woonden in de omgeving van het brugdeel.
Het zogenoemde Cartesiusterrein, waar Werkspoor vanaf 1913 gevestigd was, wordt vanaf ca. 2017 ter gelegenheid van de transformatie van het bedrijventerrein het Werkspoorkwartier genoemd.

## Portretten van Werkspoor-producten

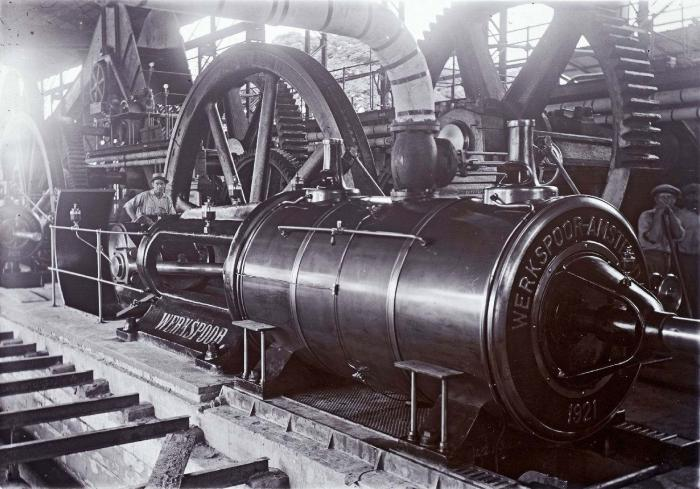
Stoommachine in een suikerfabriek in Suriname.
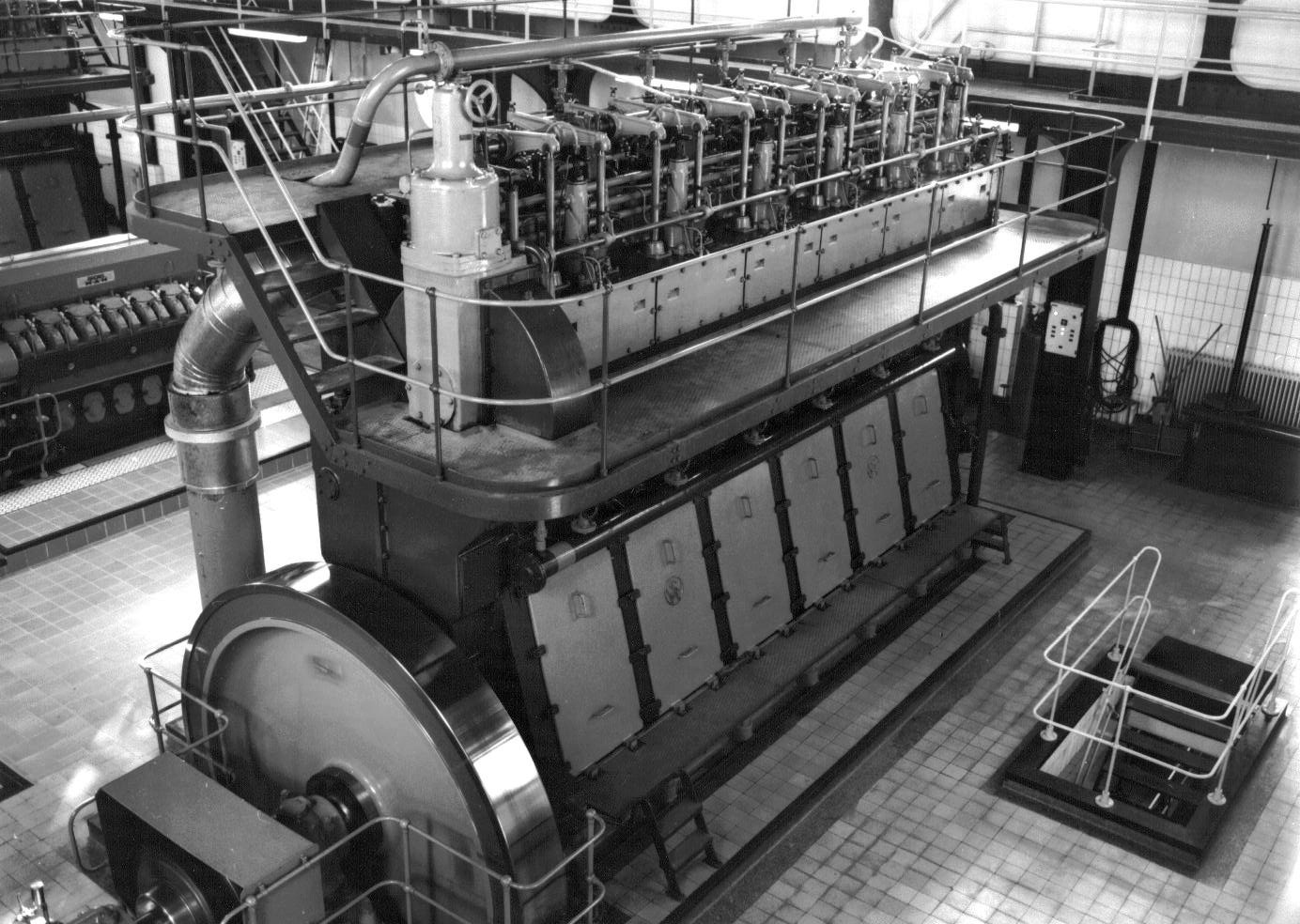
Stationaire Werkspoor dieselmotor.
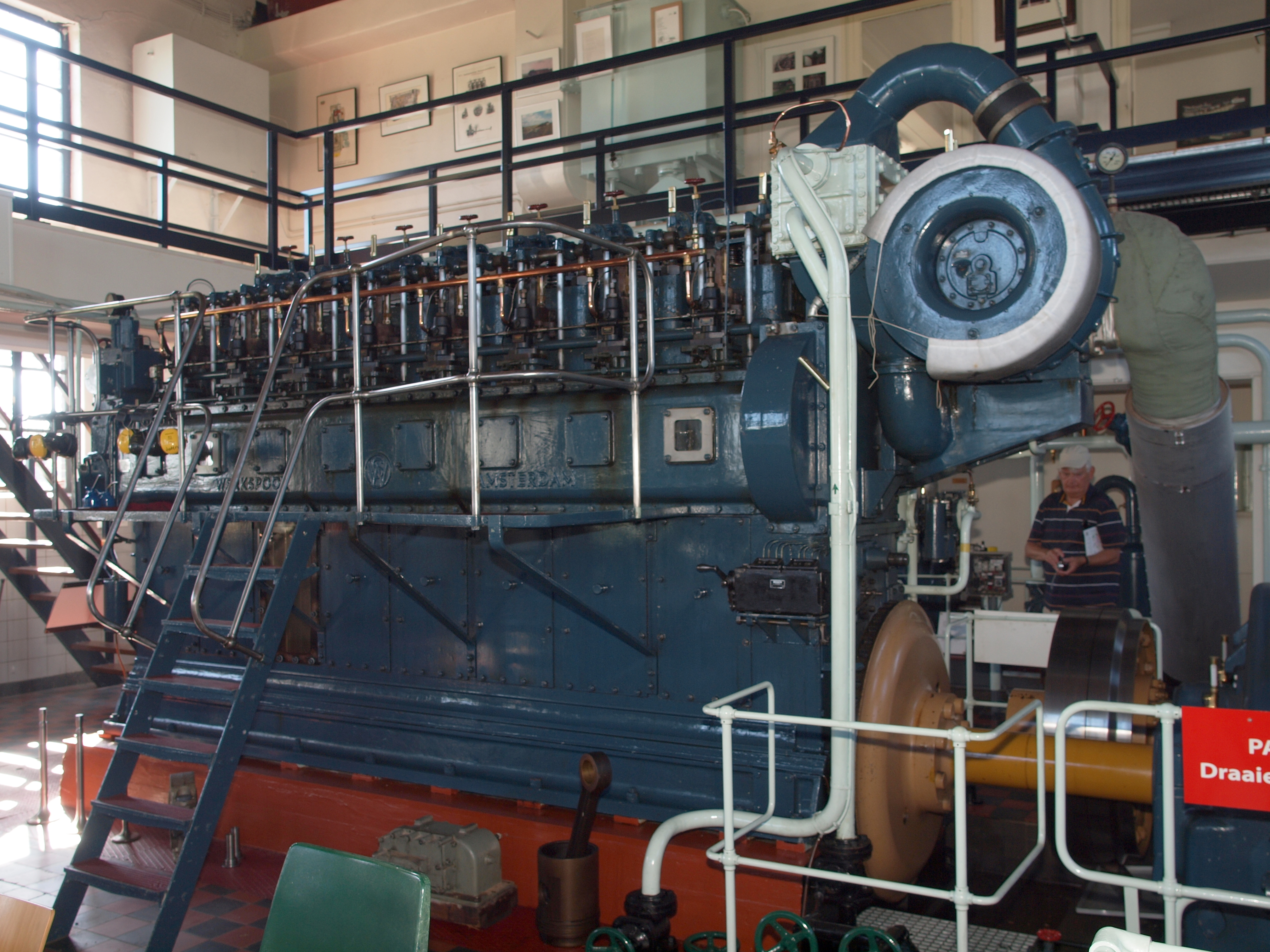
Dieselmotor Gemaal Cremer.
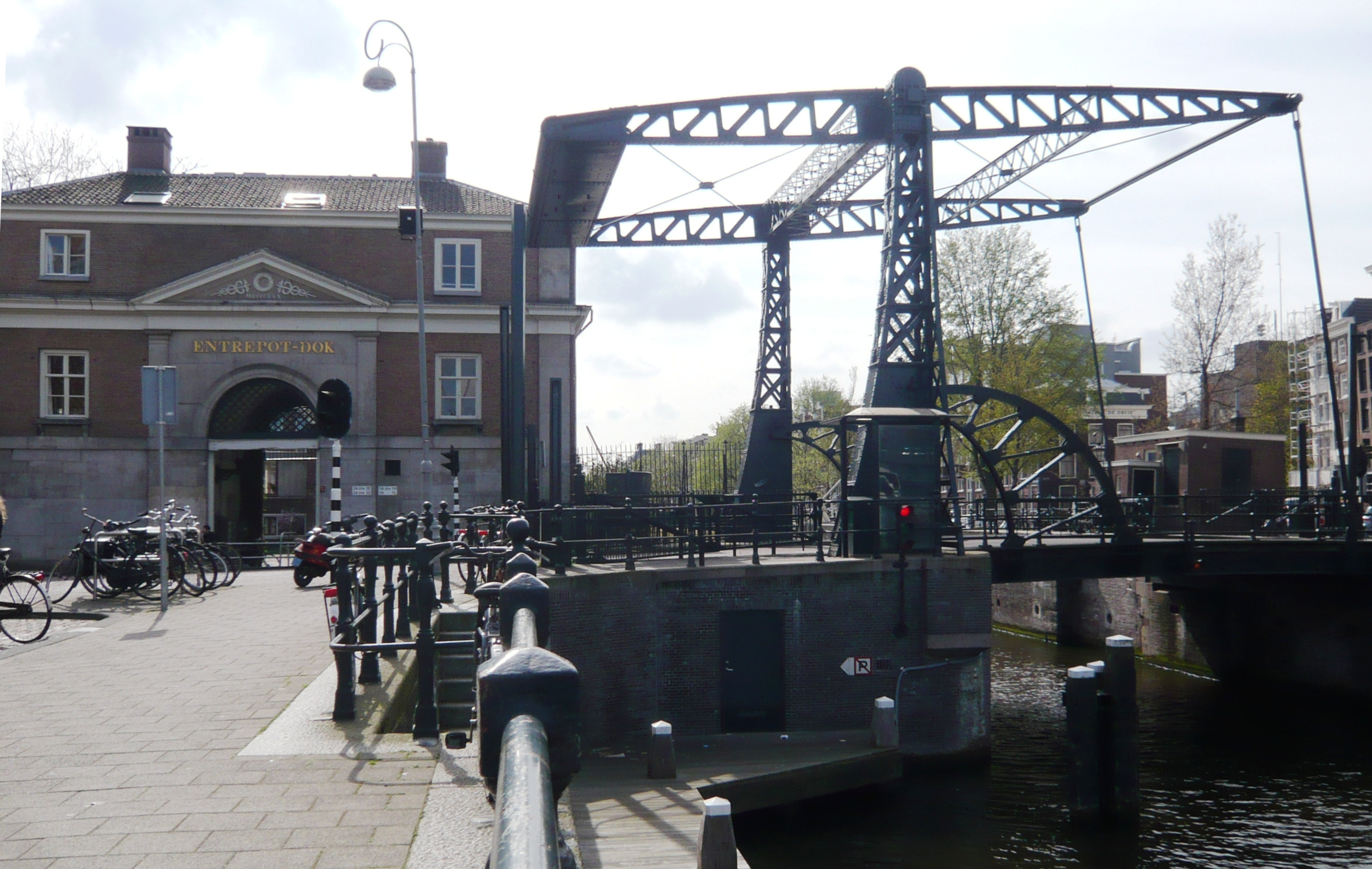
Gietijzeren ophaalbrug over de Nieuwe Herengracht in Amsterdam (1906).
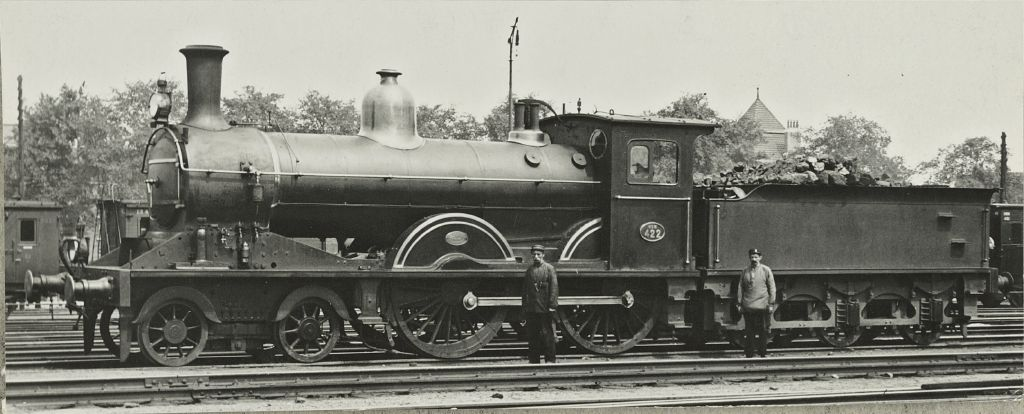
Stoomloc HSM 421-460 (NS 1900)
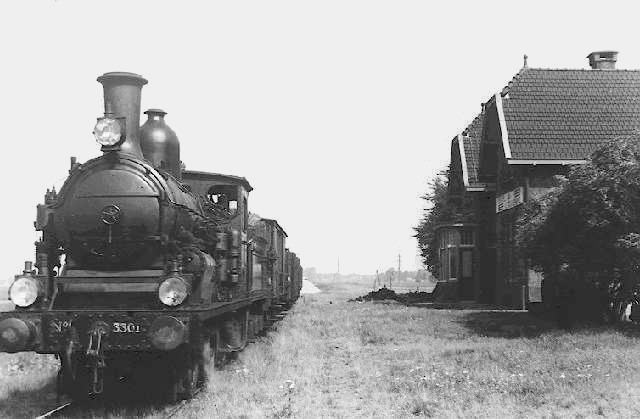
Stoomlocomotief NS 3301 (ex HSM 671).
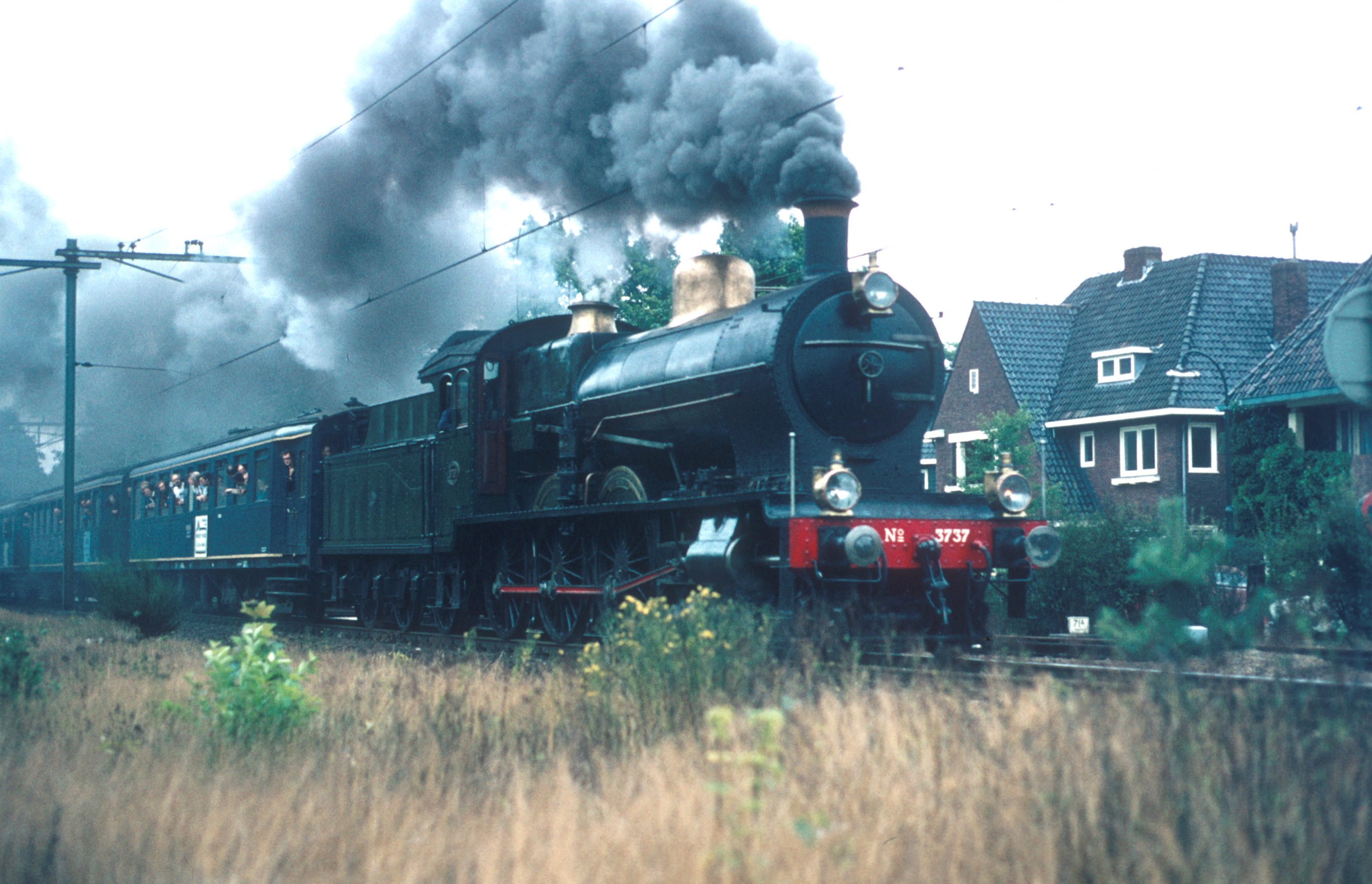
Stoomlocomotief NS 3737 (ex SS 731).
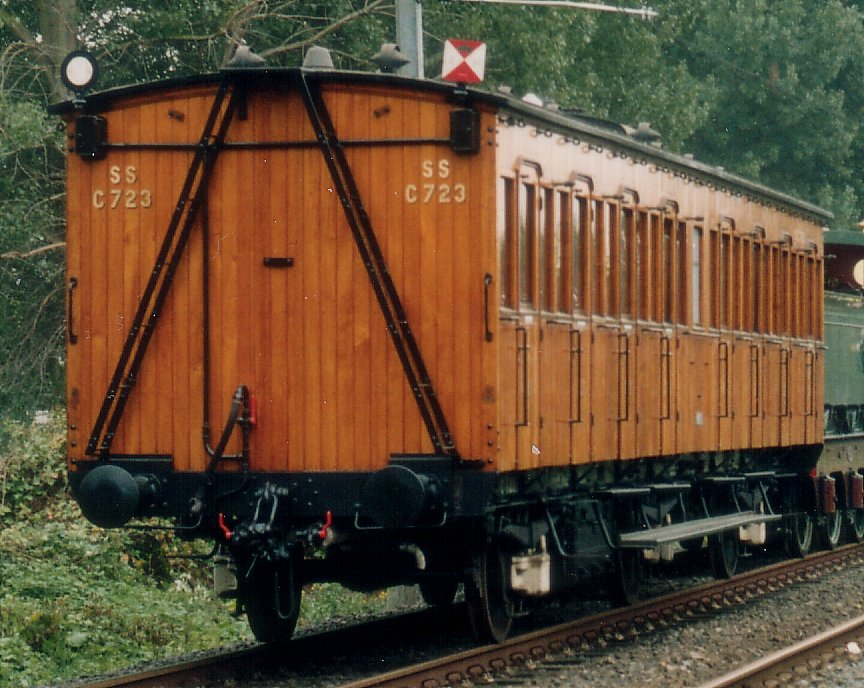
Spoorwegrijtuig SS C723.
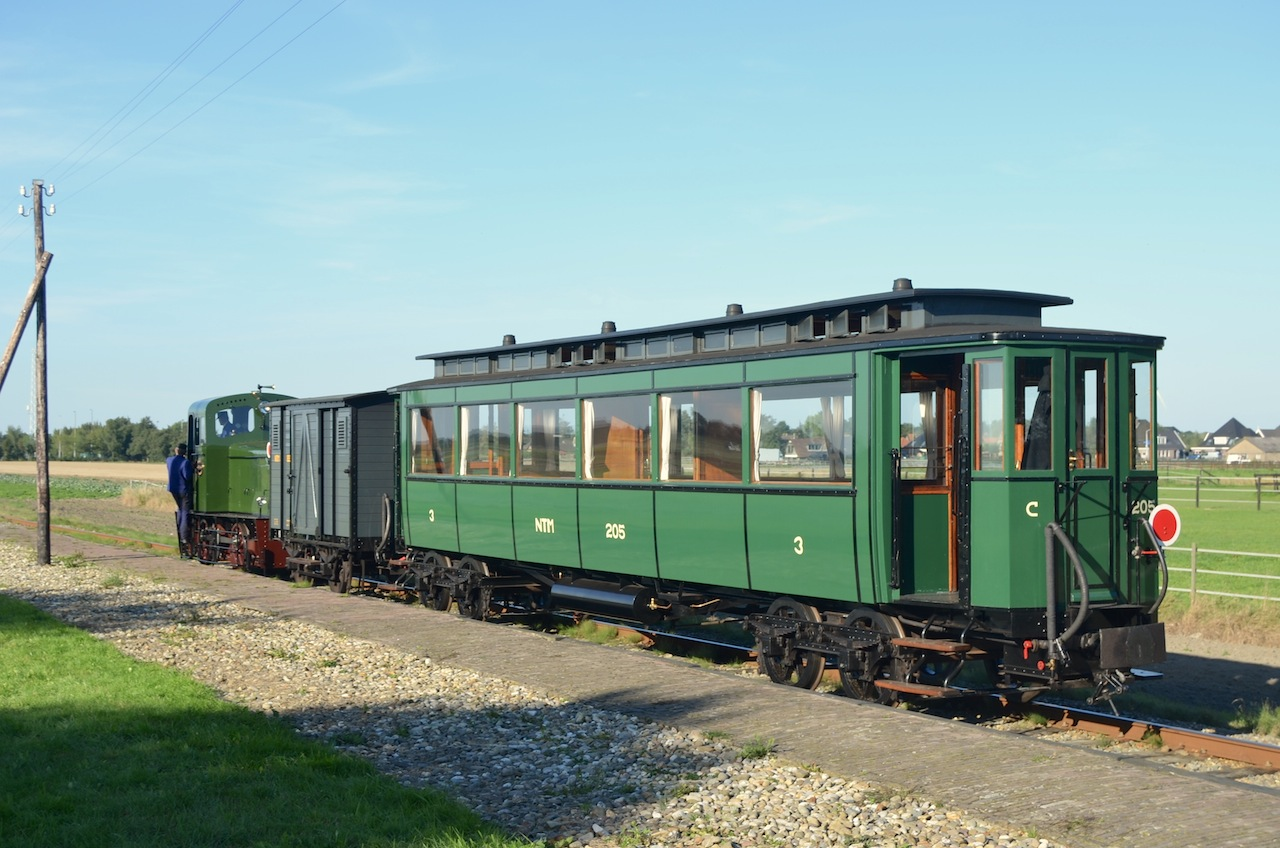
Stoomtramrijtuig NTM C205.
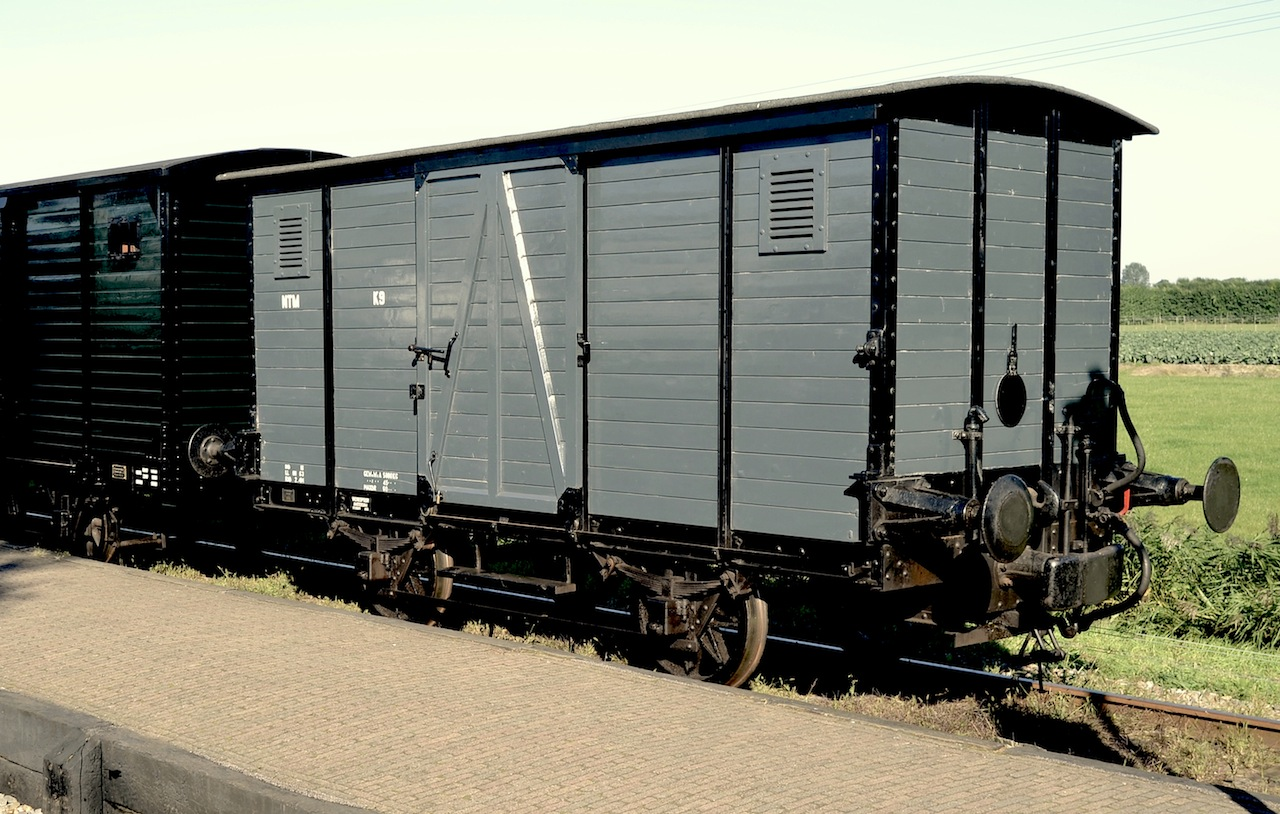
Koppelwagen NTM K9.
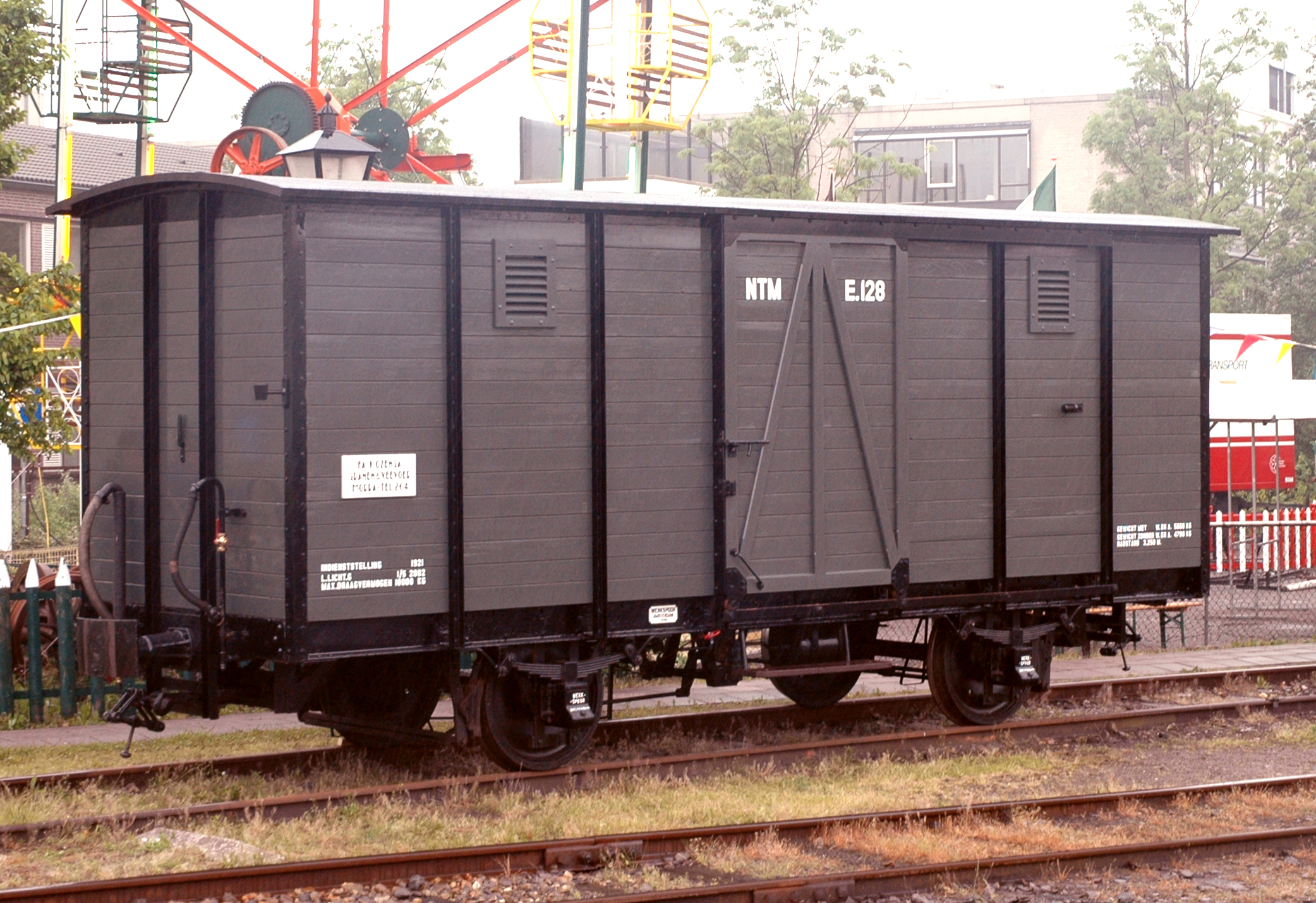
Goederenwagen NTM E128.
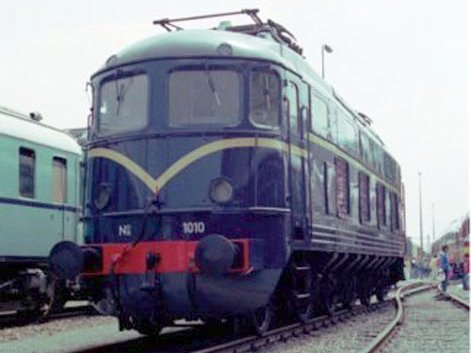
Elektrische locomotief NS 1010.
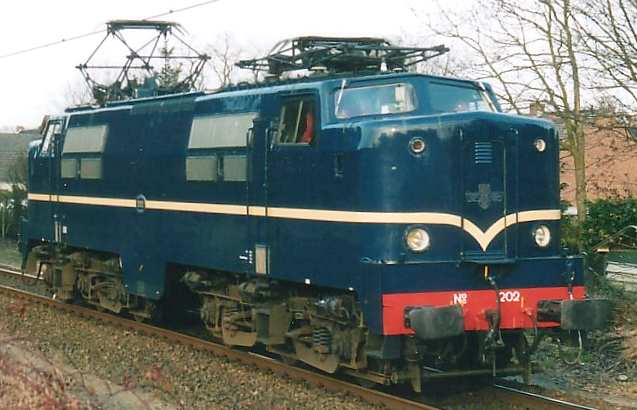
Elektrische locomotief NS 1202.
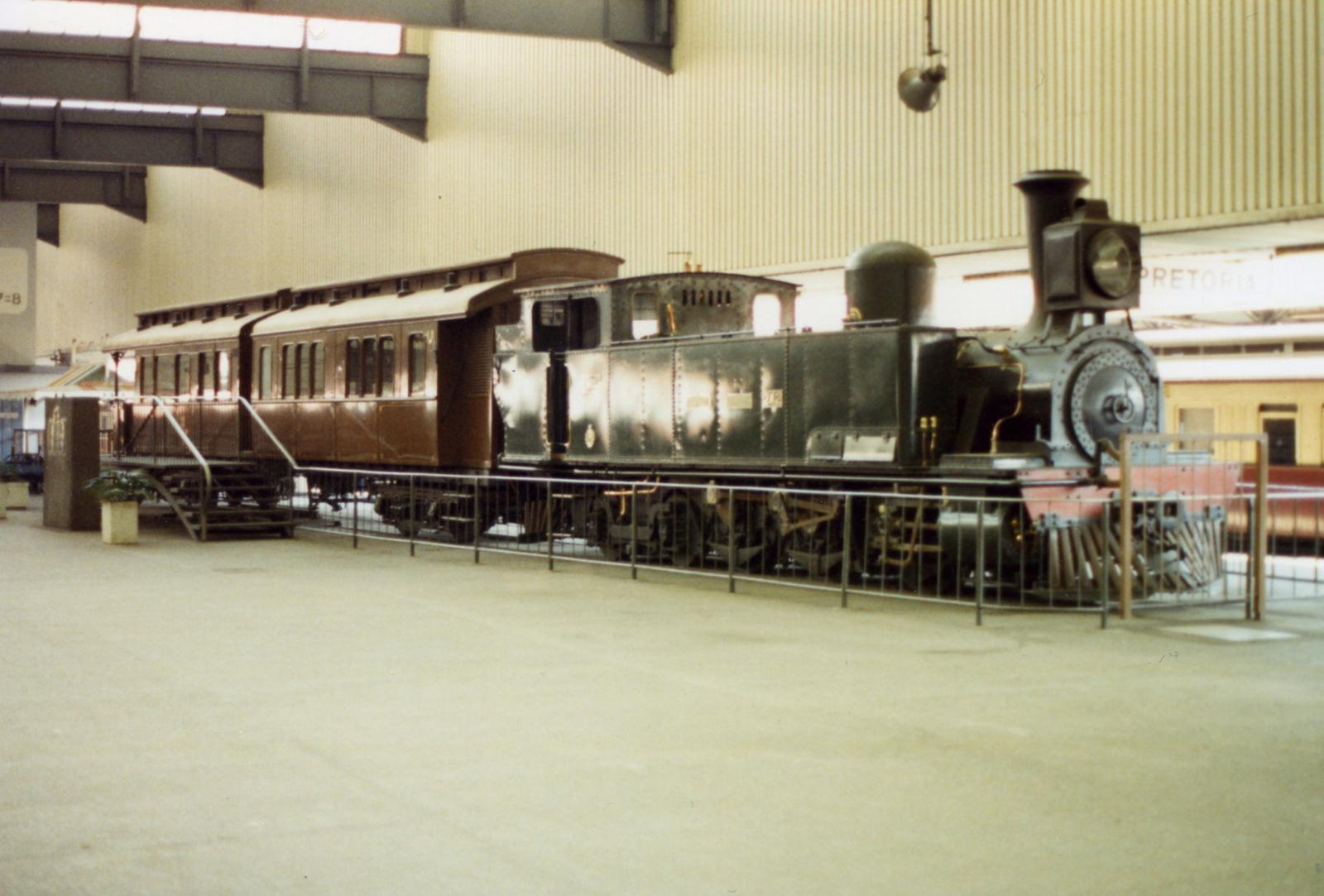
Stoomlocomotief Class B (0-6-4T) nr. 236 van NZASM
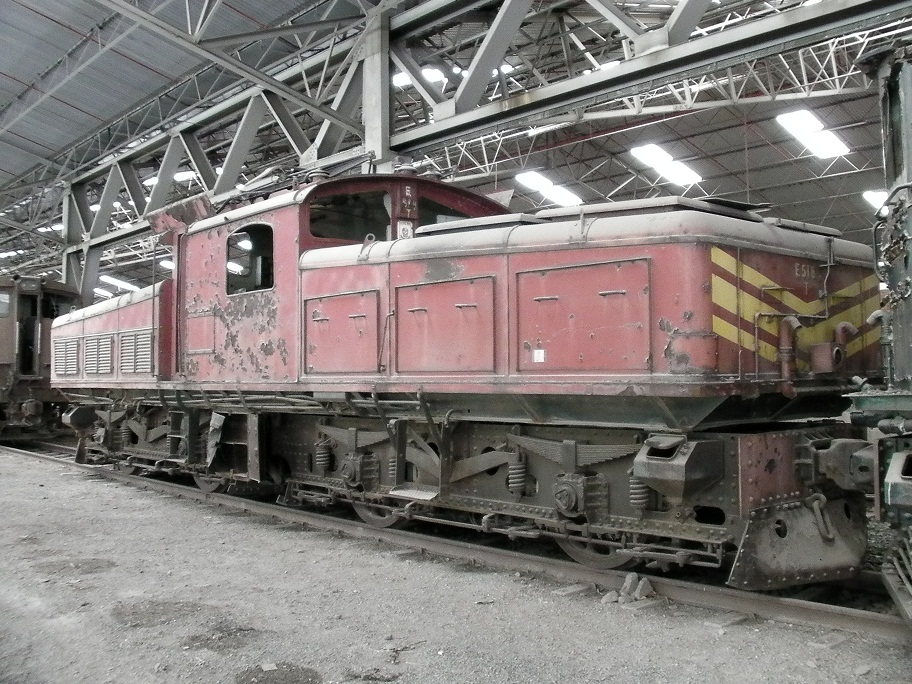
Elektrische locomotief E518, Zuid-Afrikaanse Spoorwegen.
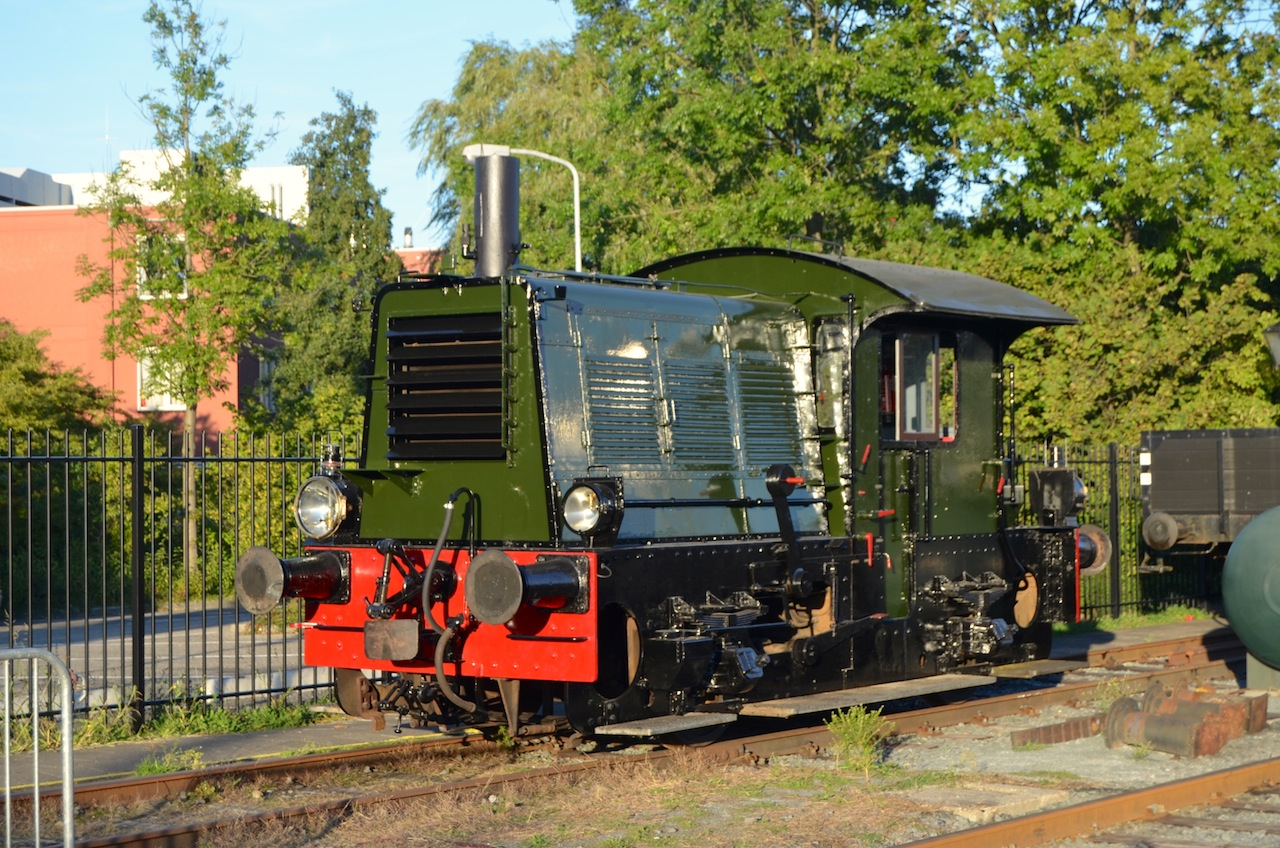
Locomotor NS 271.
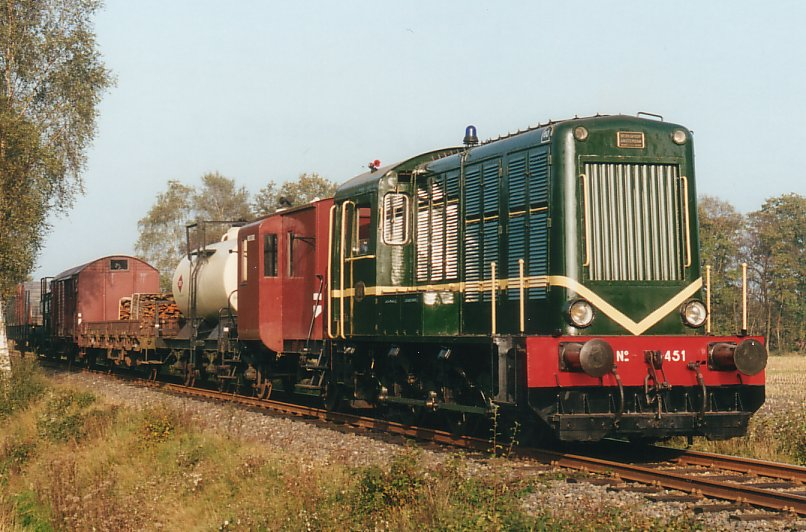
Dieselelektrische loc NS 451.
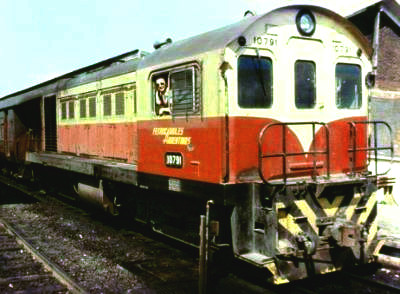
Diesellocomotief uit de Argentijnse order.
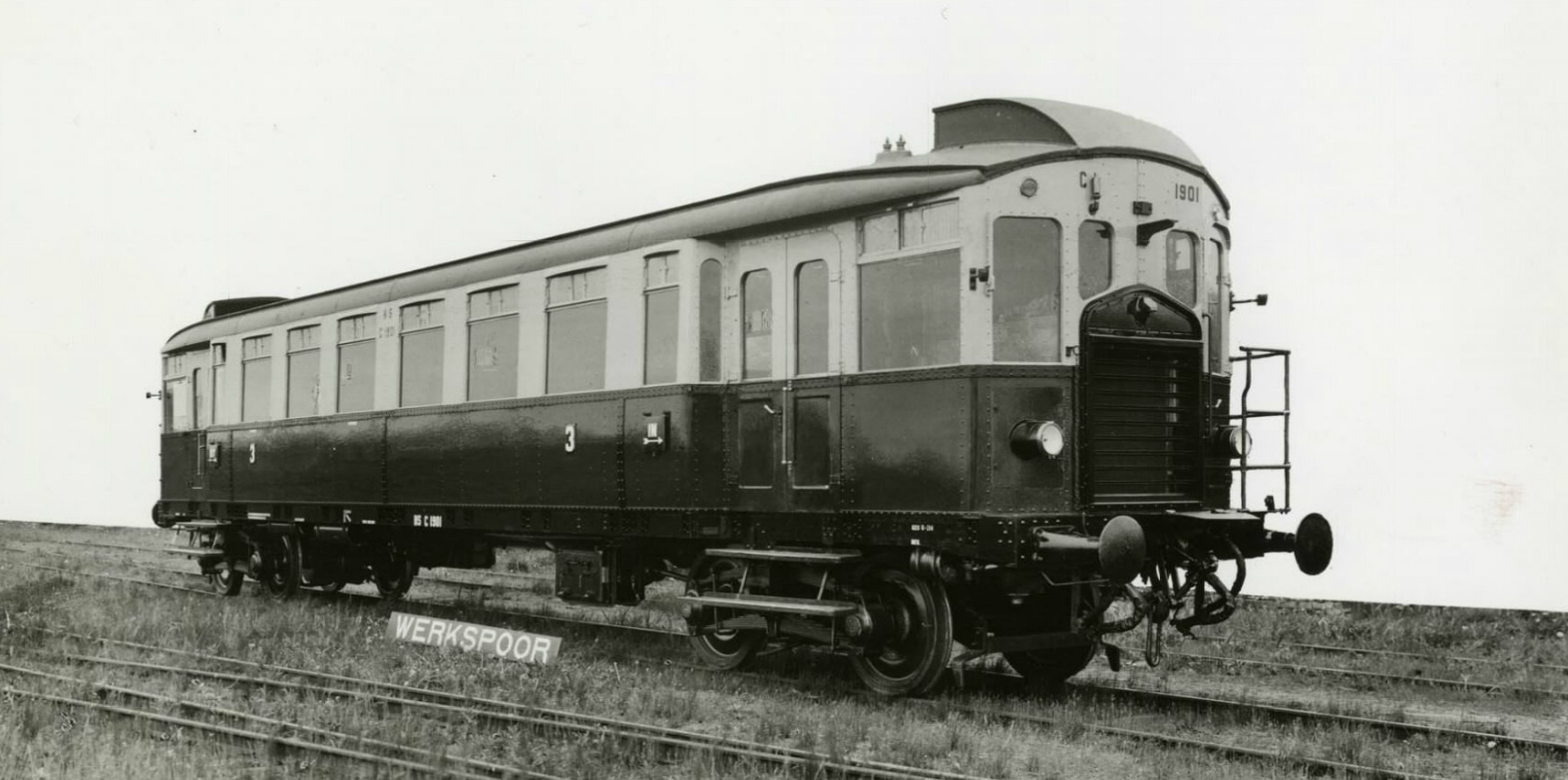
Motorrijtuig NS BC 1901.
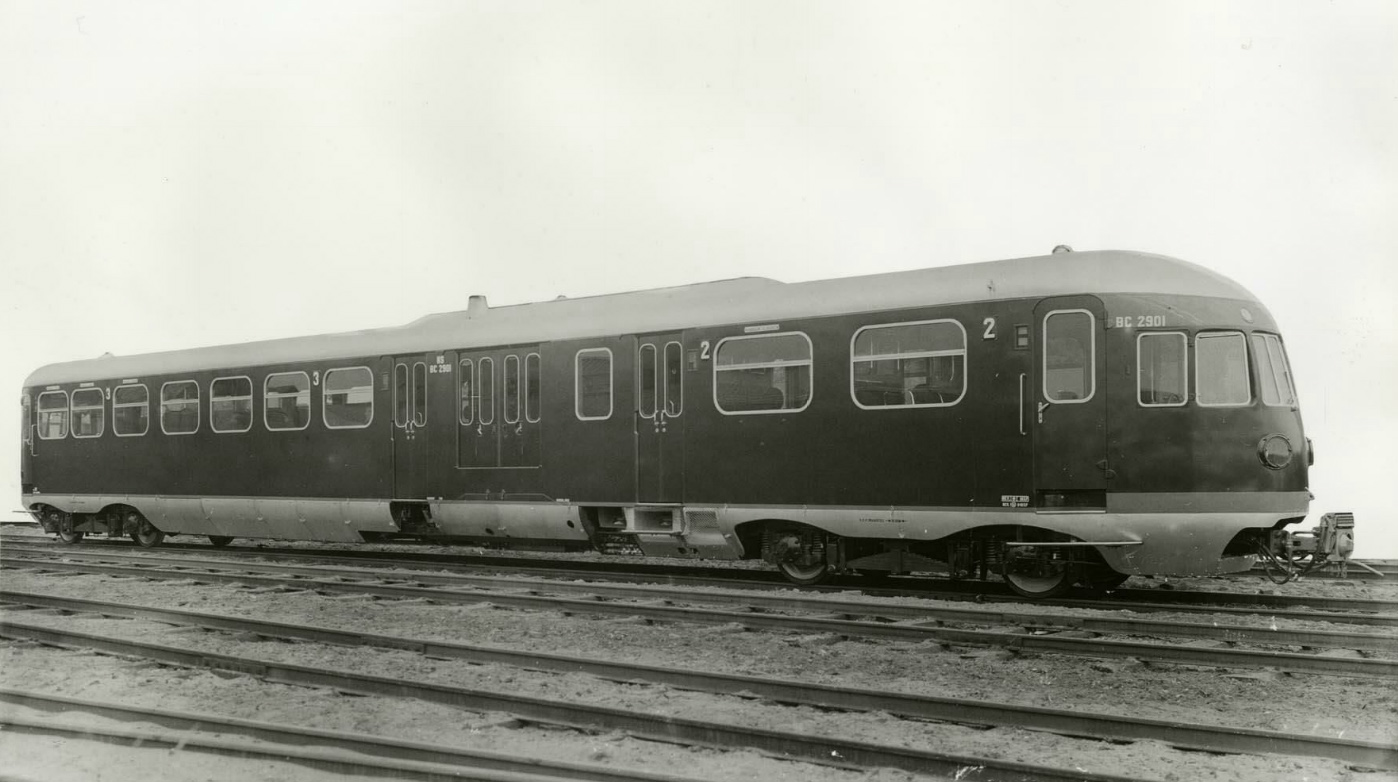
Motorrijtuig NS BC 2901.
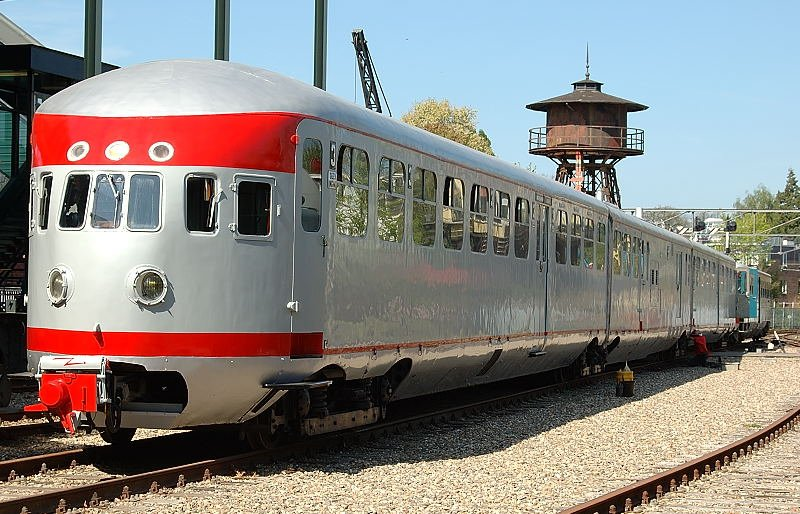
Dieseldrie NS 27.
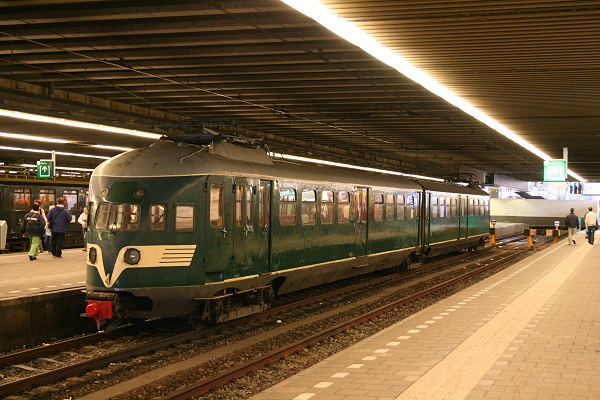
Mat '36 elektrisch tweewagenstel NS 252.
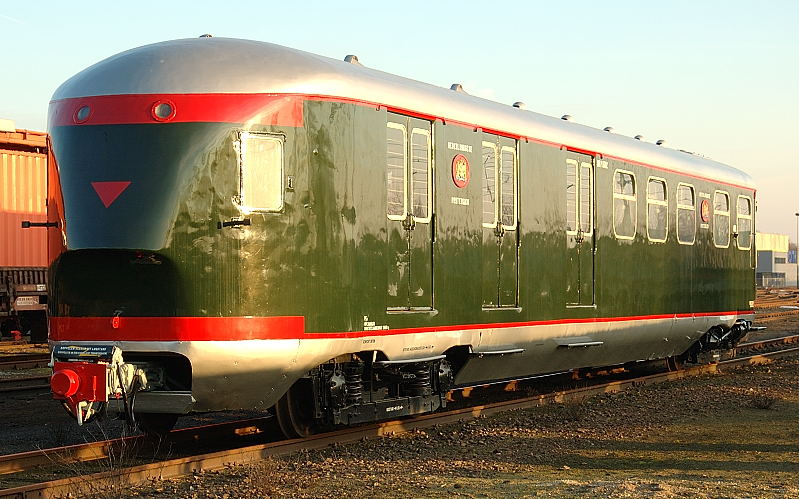
Stroomlijnpostrijtuig NS Pec 8502.
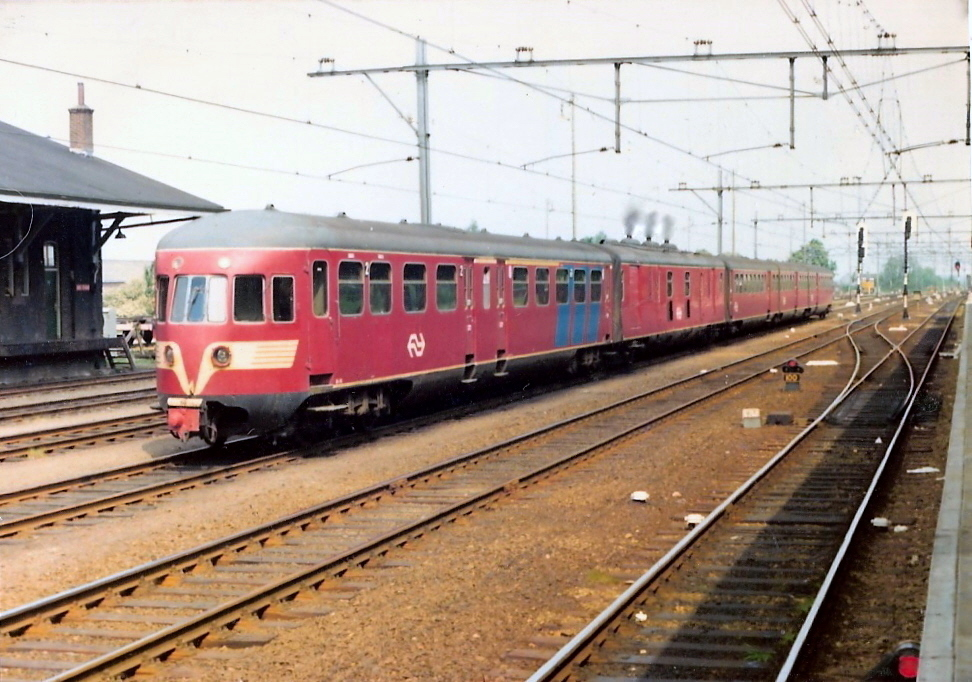
Dieselvijf te Geldermalsen.
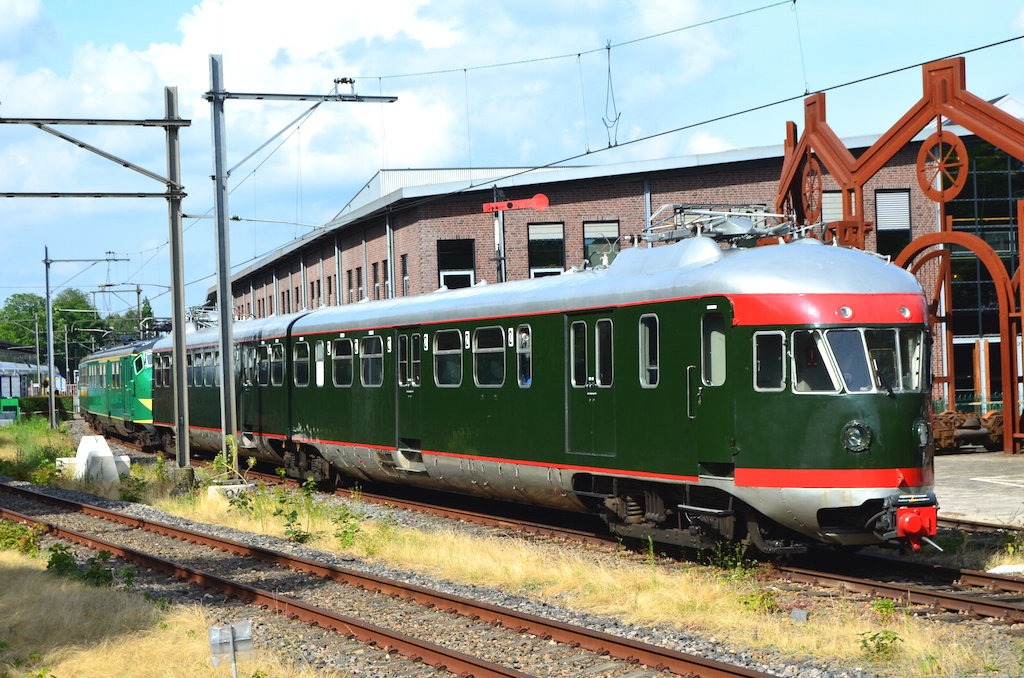
Mat '46 elektrisch tweewagenstel NS 273.
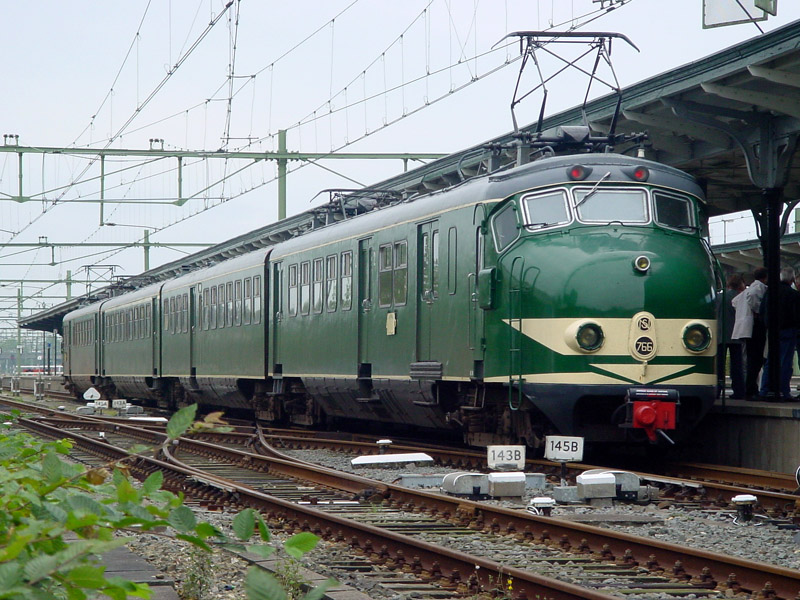
Mat '54 elektrisch vierwagenstel NS 766.
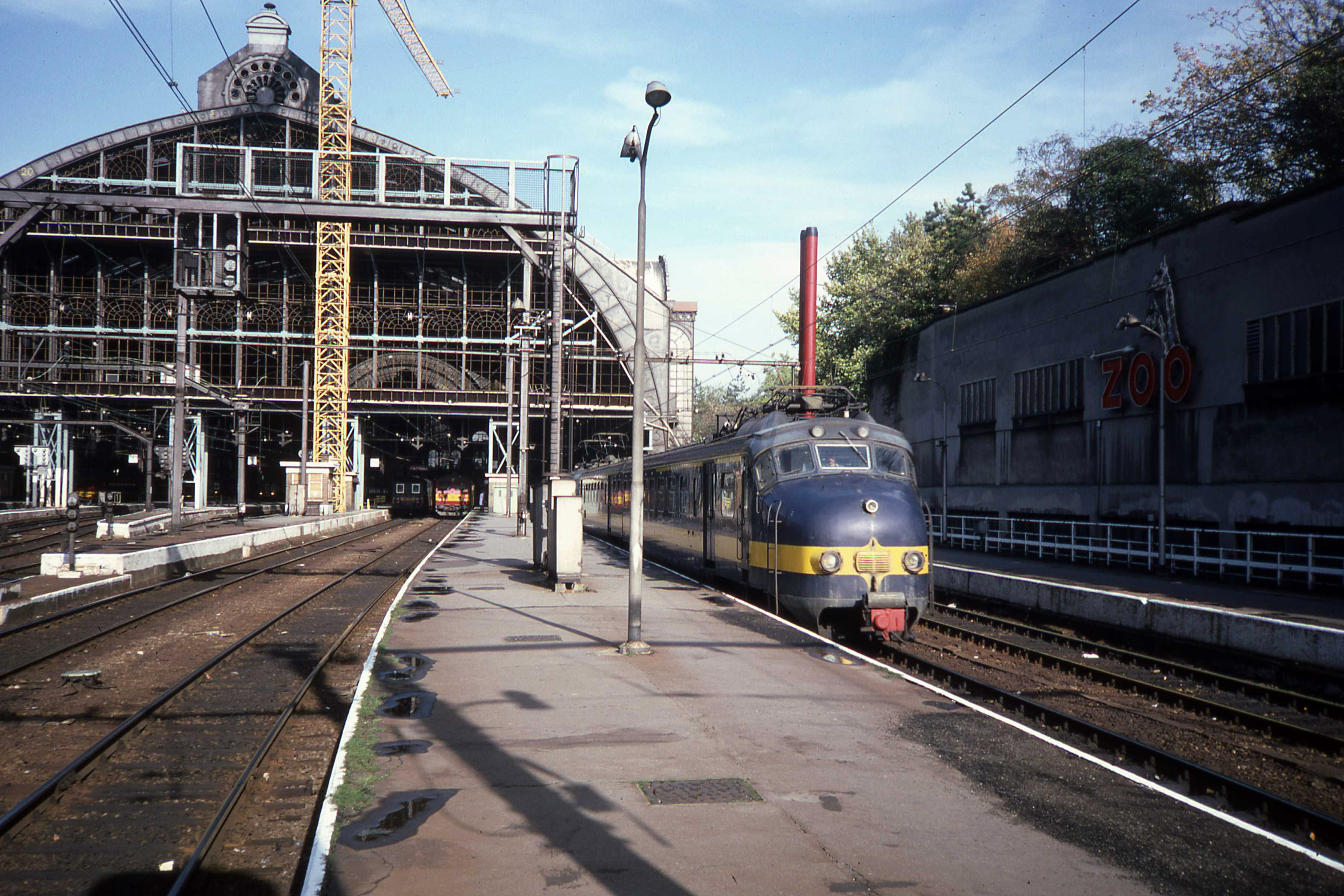
Mat '57 Beneluxtreinstel te Antwerpen Centraal.
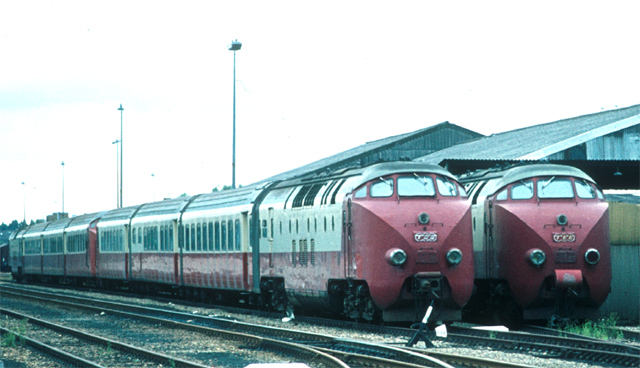
Motorwagens voor Nederlands-Zwitsers TEE-treinstel.
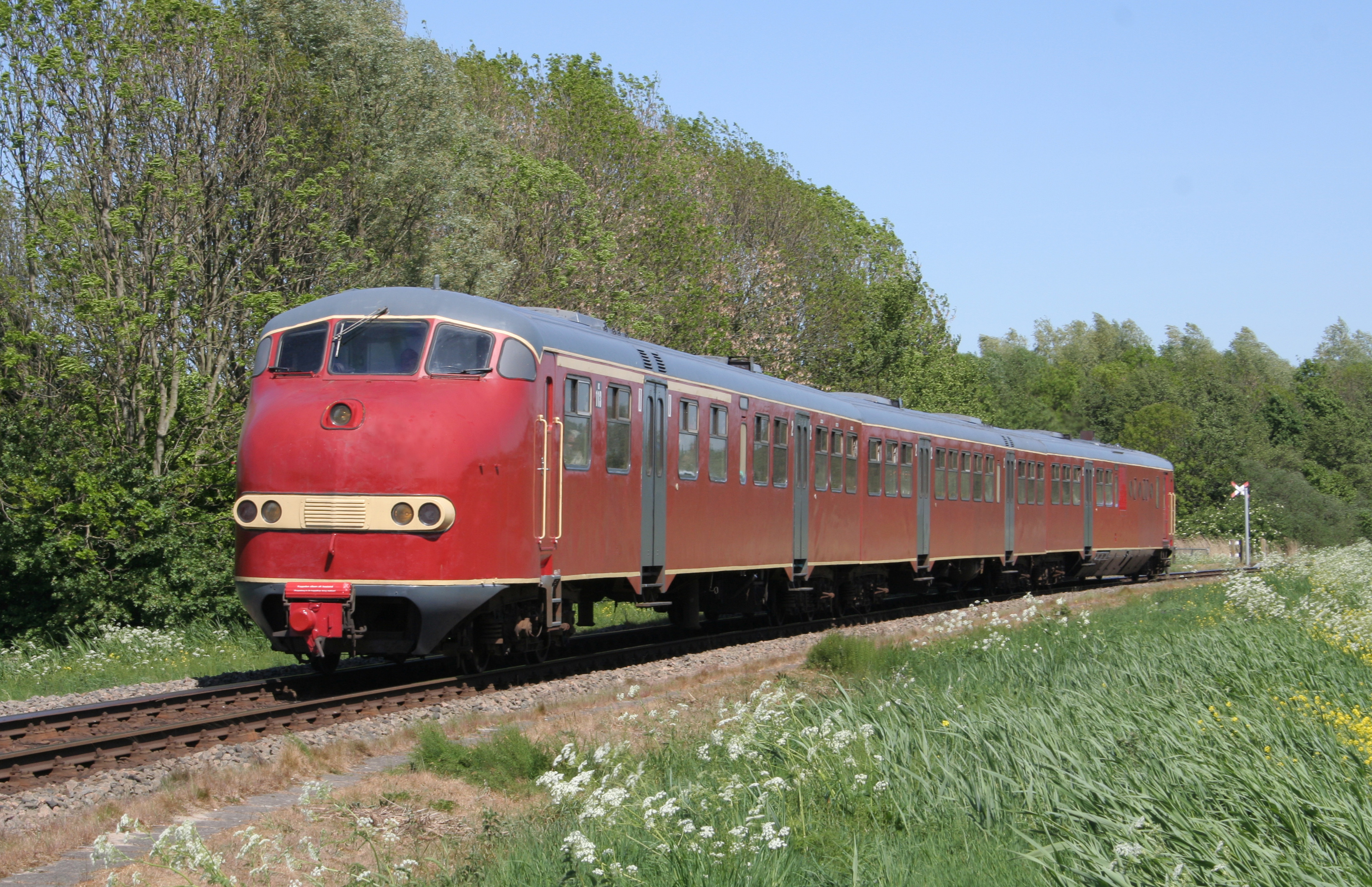
Dieselelektrisch treinstel NS Plan U.
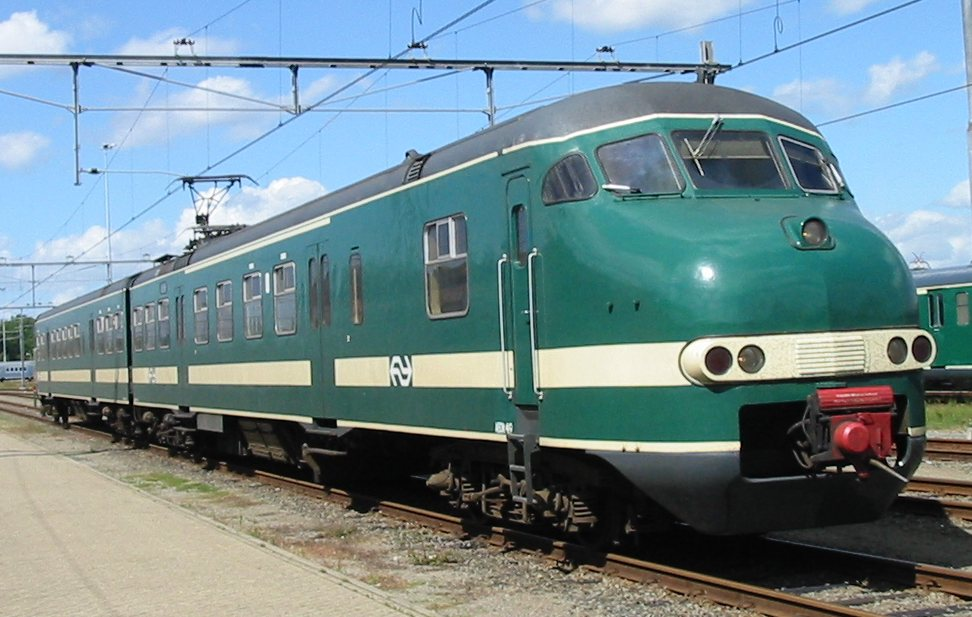
Mat '64 elektrisch tweewagenstel NS Plan V 419.
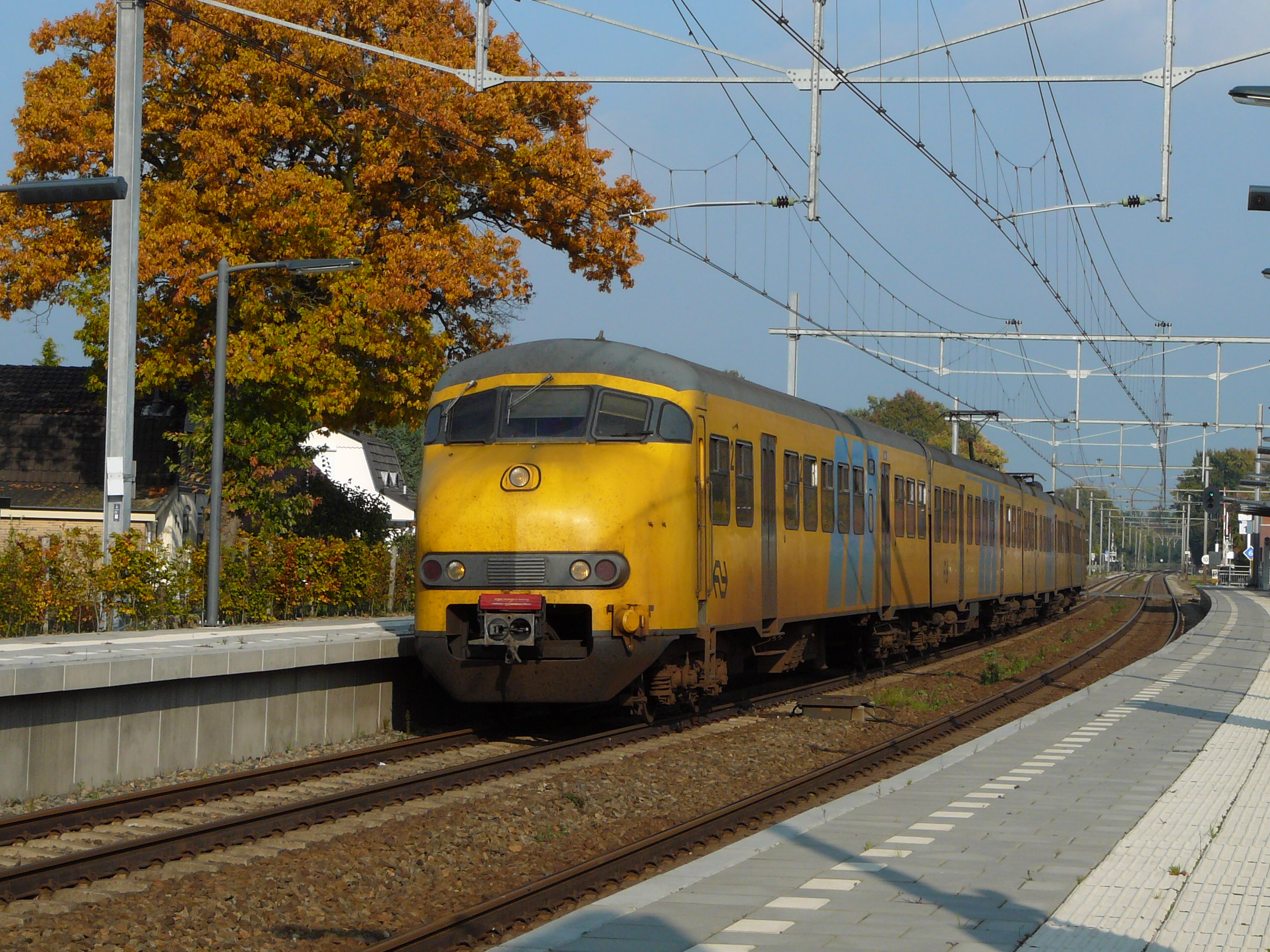
Mat '64 elektrisch vierwagenstel NS Plan T 522.
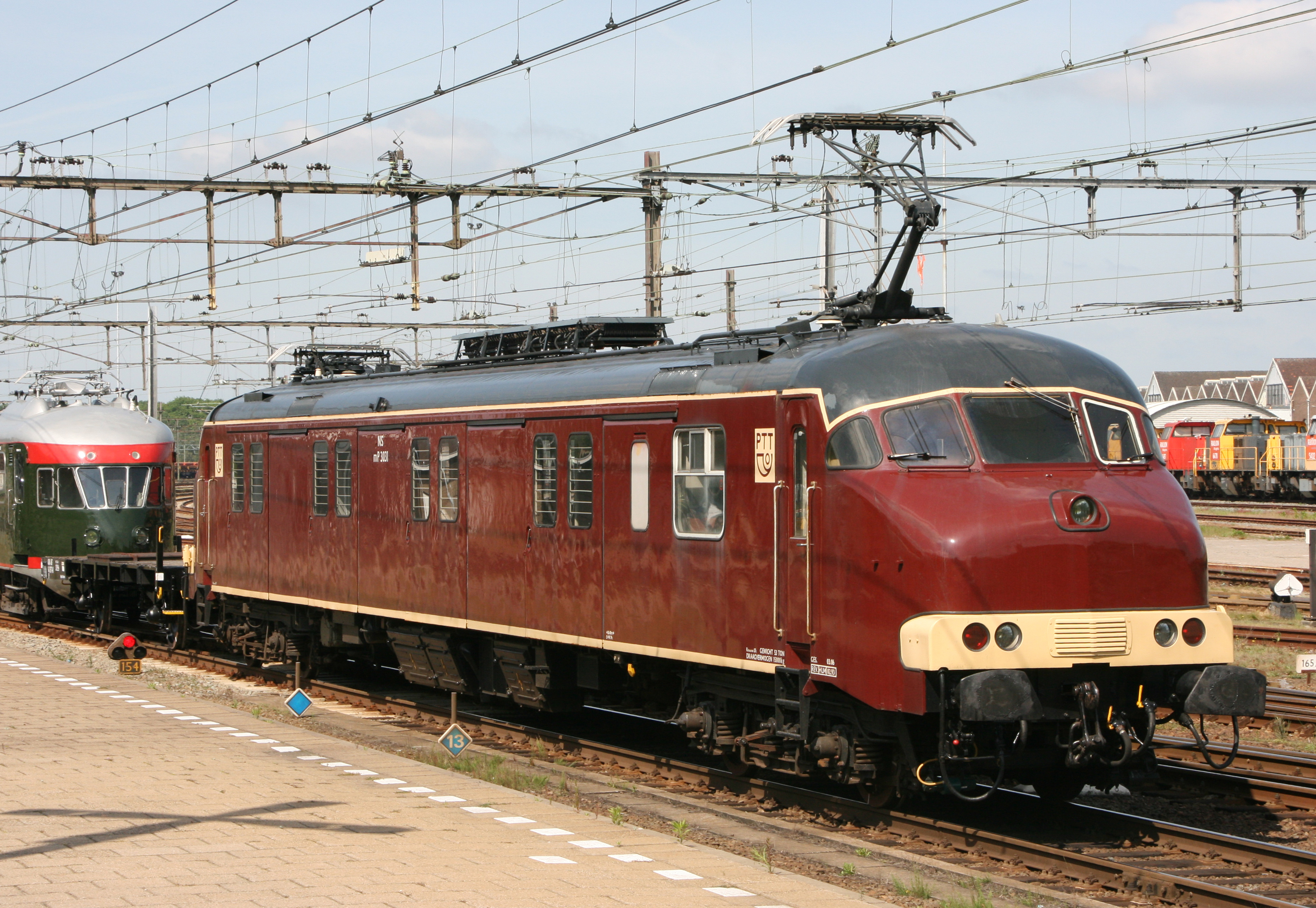
Motorpost mP 3031.
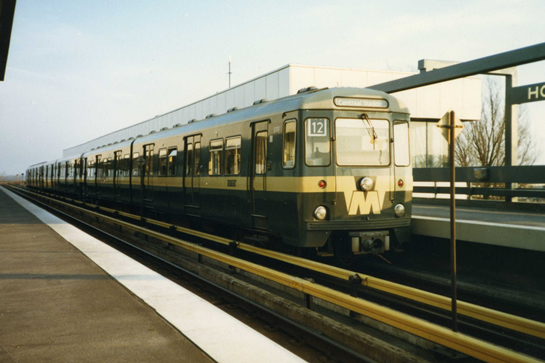
Rotterdams Metrotype M.
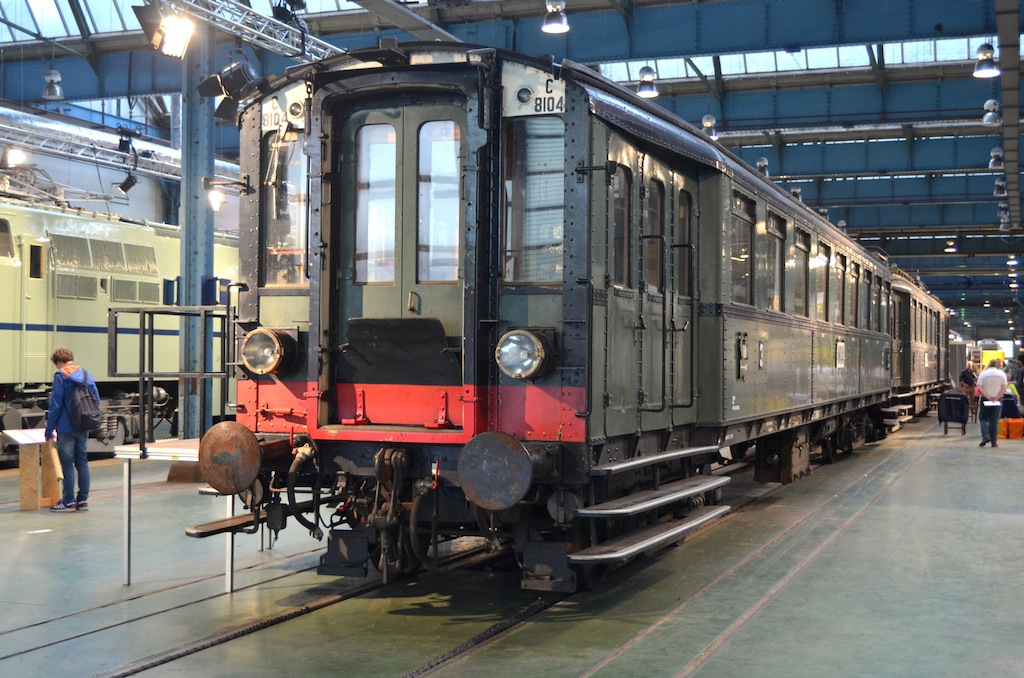
Blokkendoosrijtuig (Mat '24), stuurstandrijtuig NS C 8104.
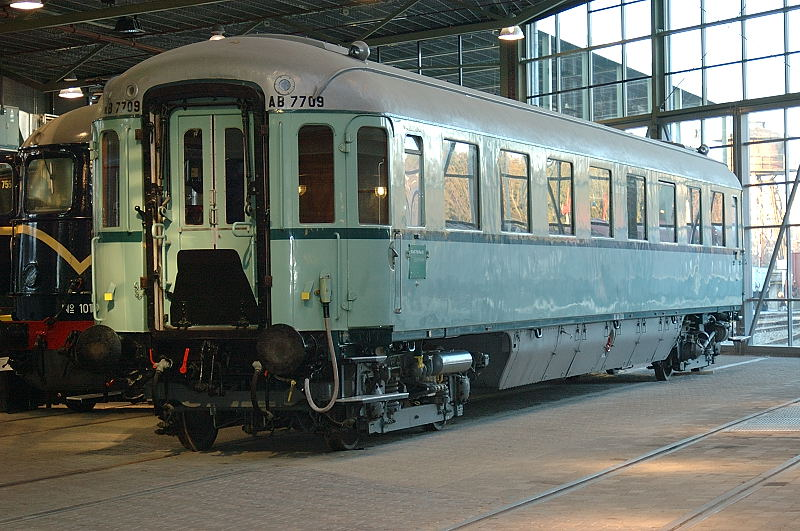
Rijtuig Plan D NS AB 7709.
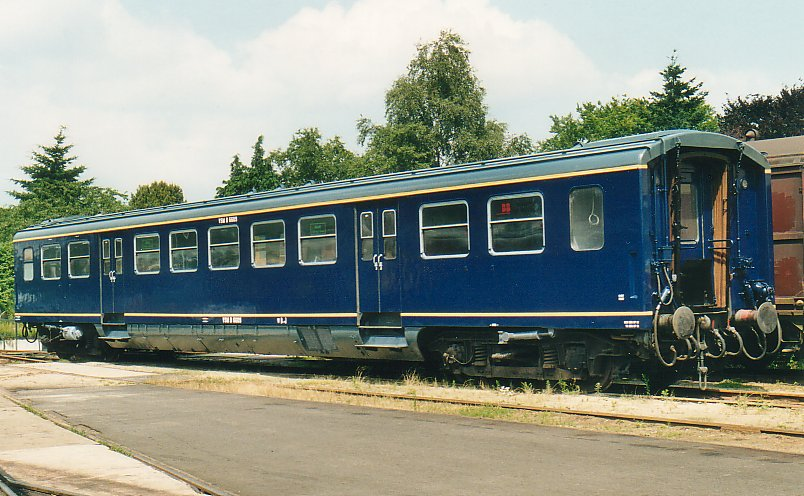
Rijtuig Plan E, NS C 6703.
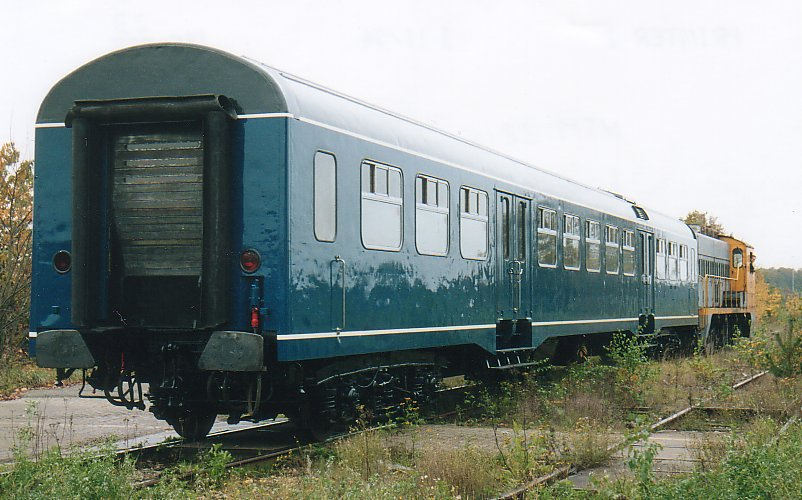
Rijtuig Plan W, NS B 4118.
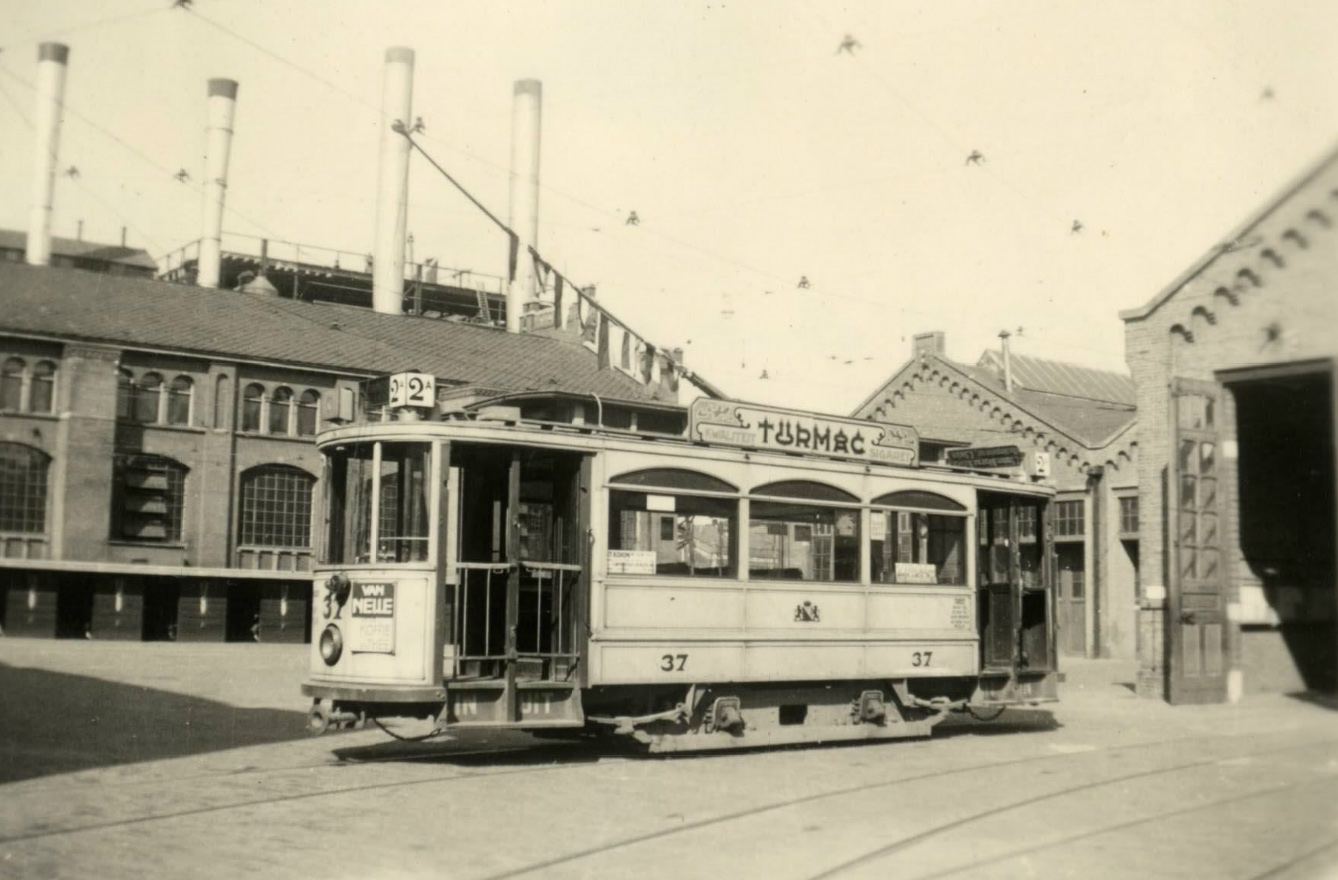
Motorwagen 37 uit 1908, Gemeentetram Utrecht.
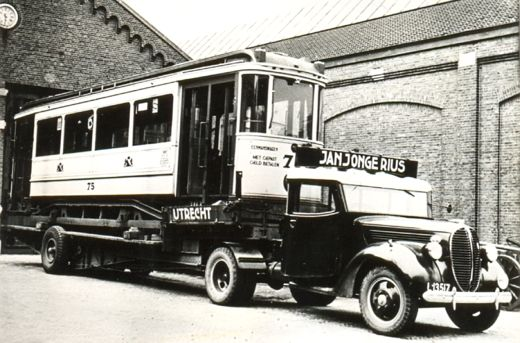
Motorwagen 75 uit 1927, Gemeentetram Utrecht, na 1939 Amsterdamse tram.
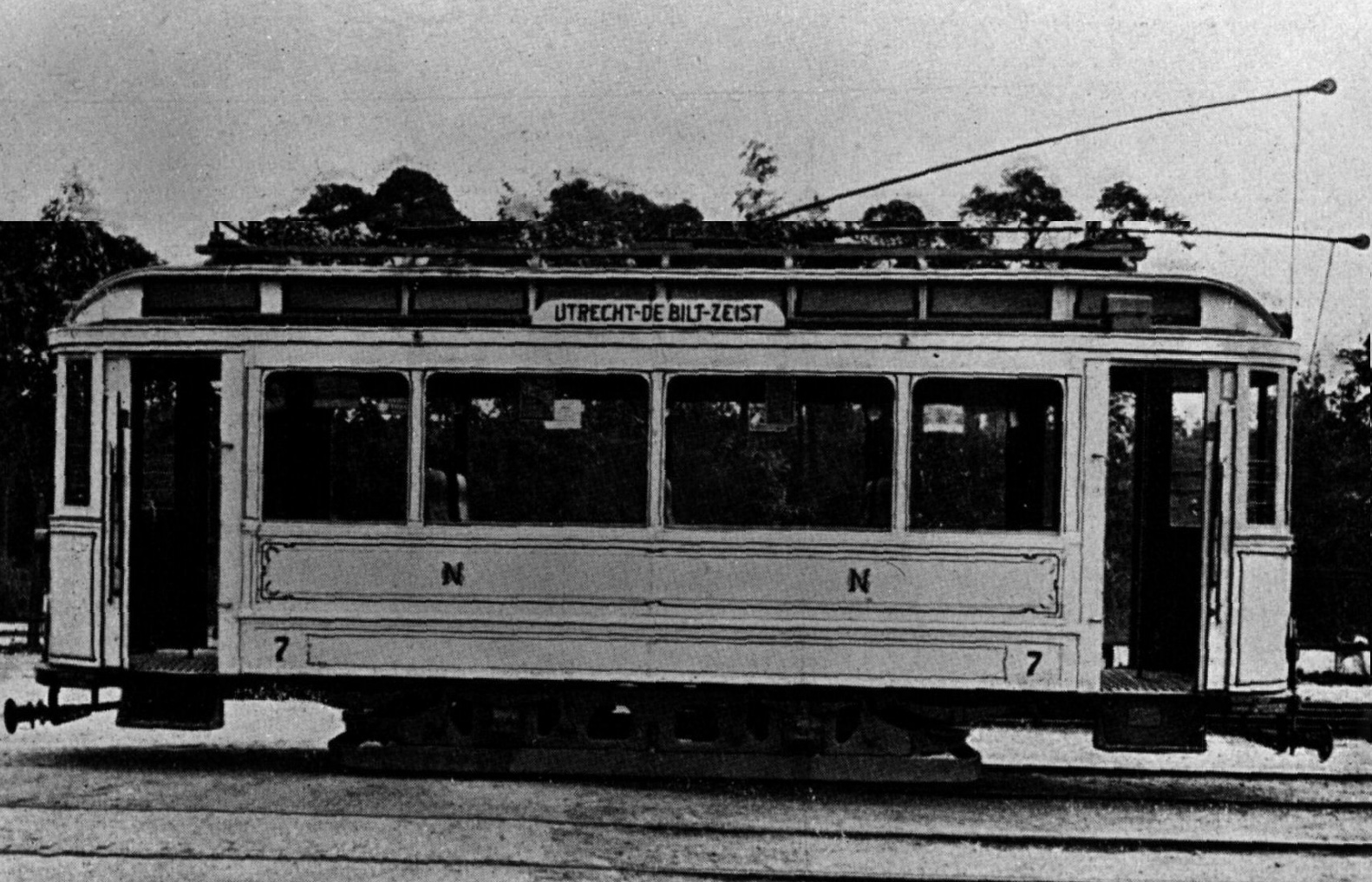
Motorwagen 7 uit 1909, tramlijn Utrecht - Zeist.
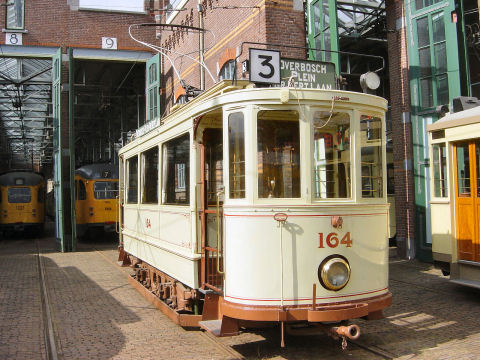
Haagse trammotorwagen 164 uit 1907.
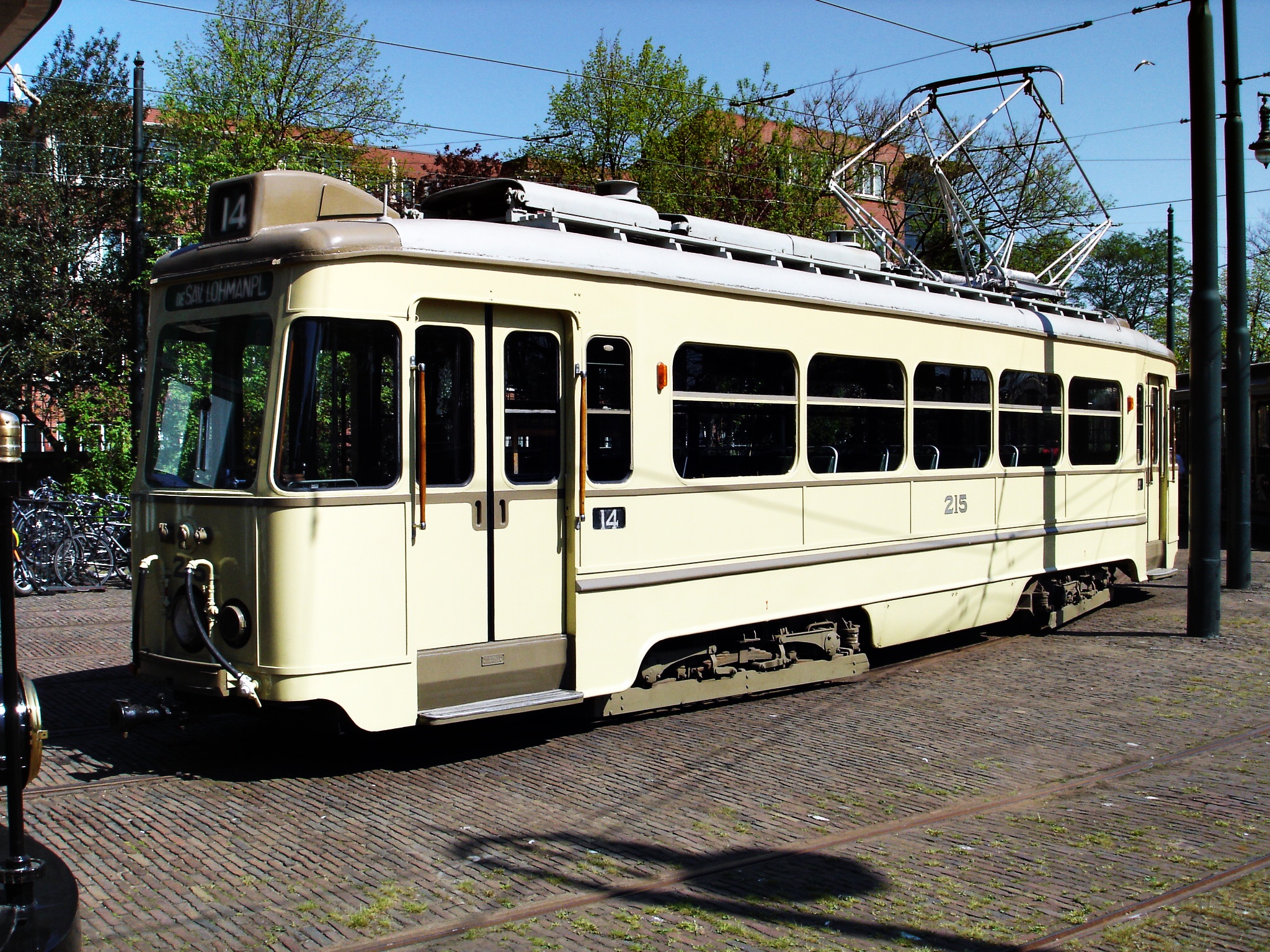
Haagse vierasser 215 uit 1949.
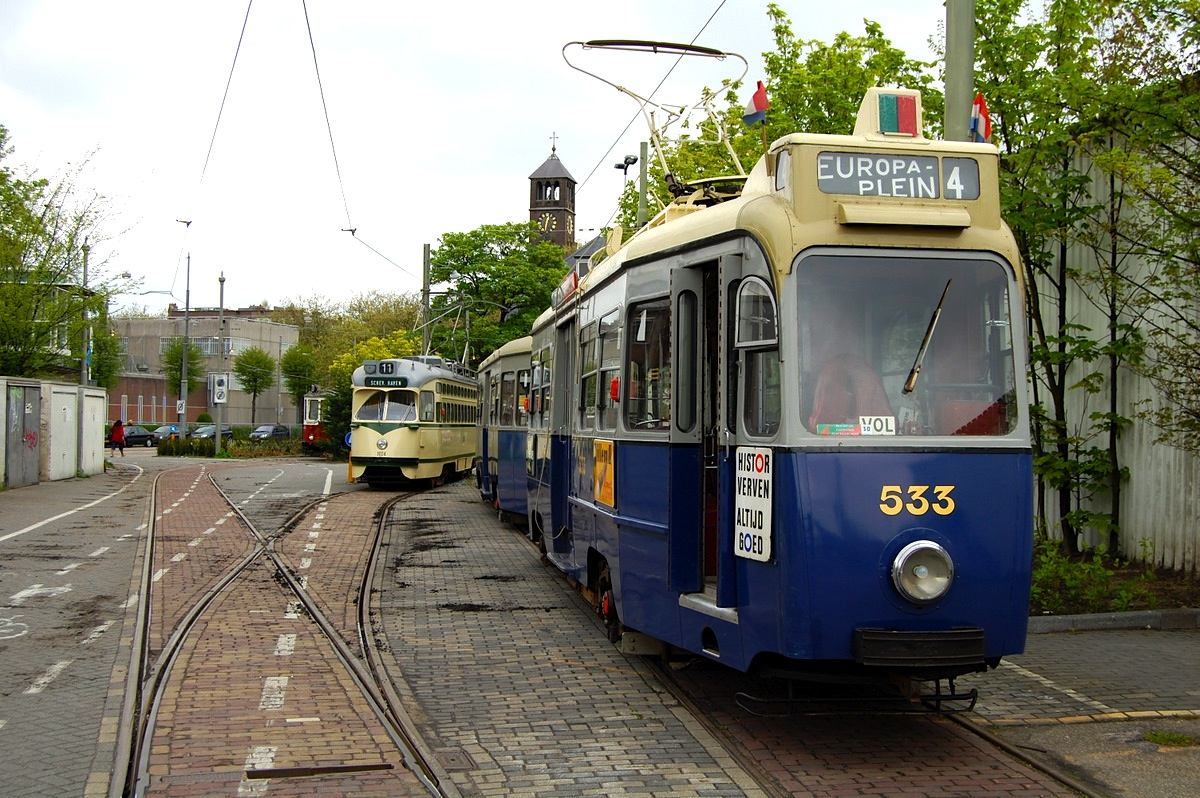
Amsterdamse drieasser 533 uit 1950.
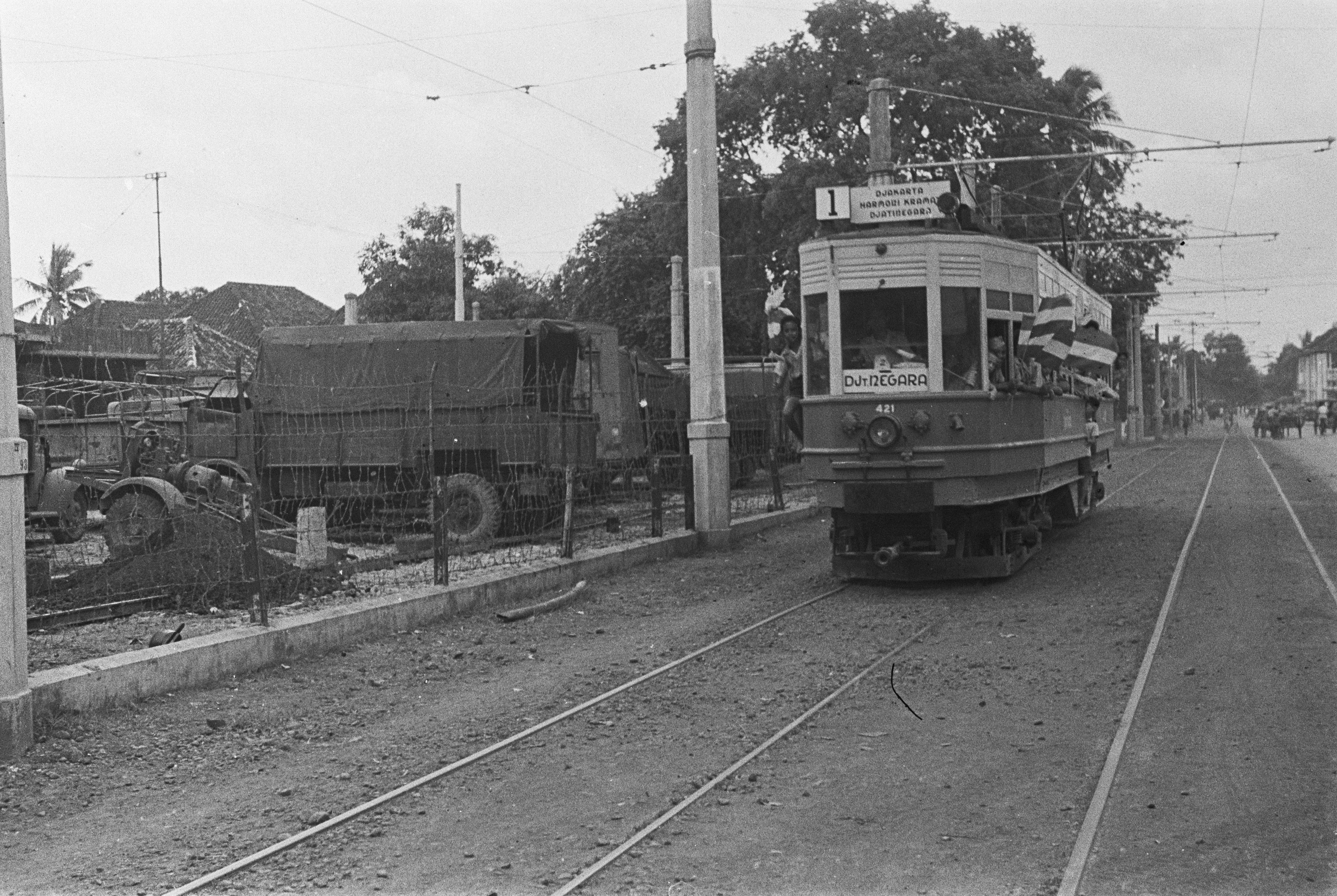
Trammotorwagen van Batavia/Jakarta uit 1921/1924
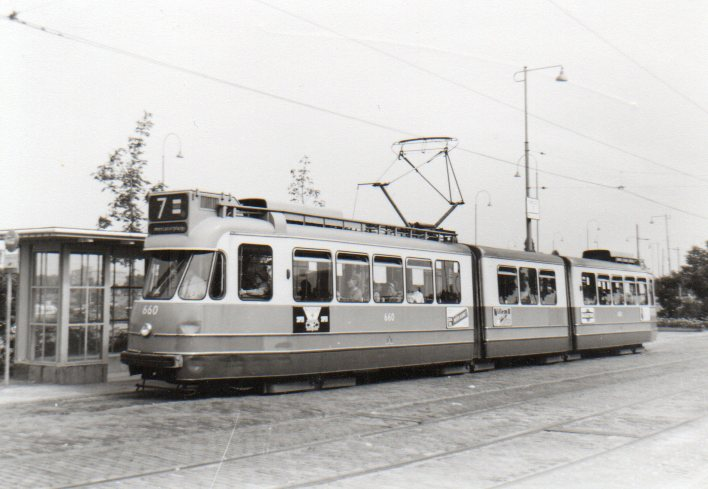
Amsterdamse dubbelgelede tram 660 (serie 5G) uit 1964.
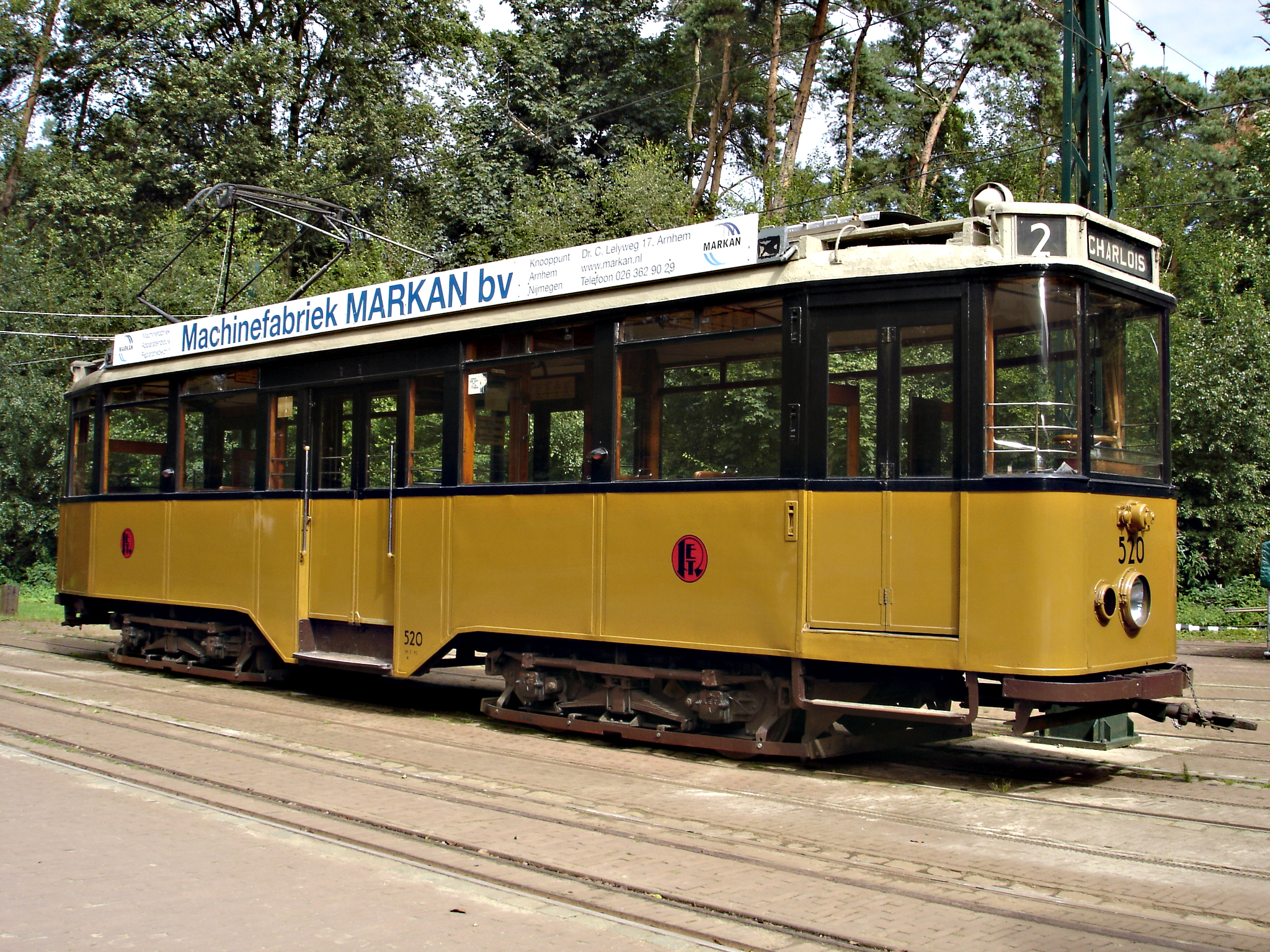
RET motorwagen 520 uit 1931.
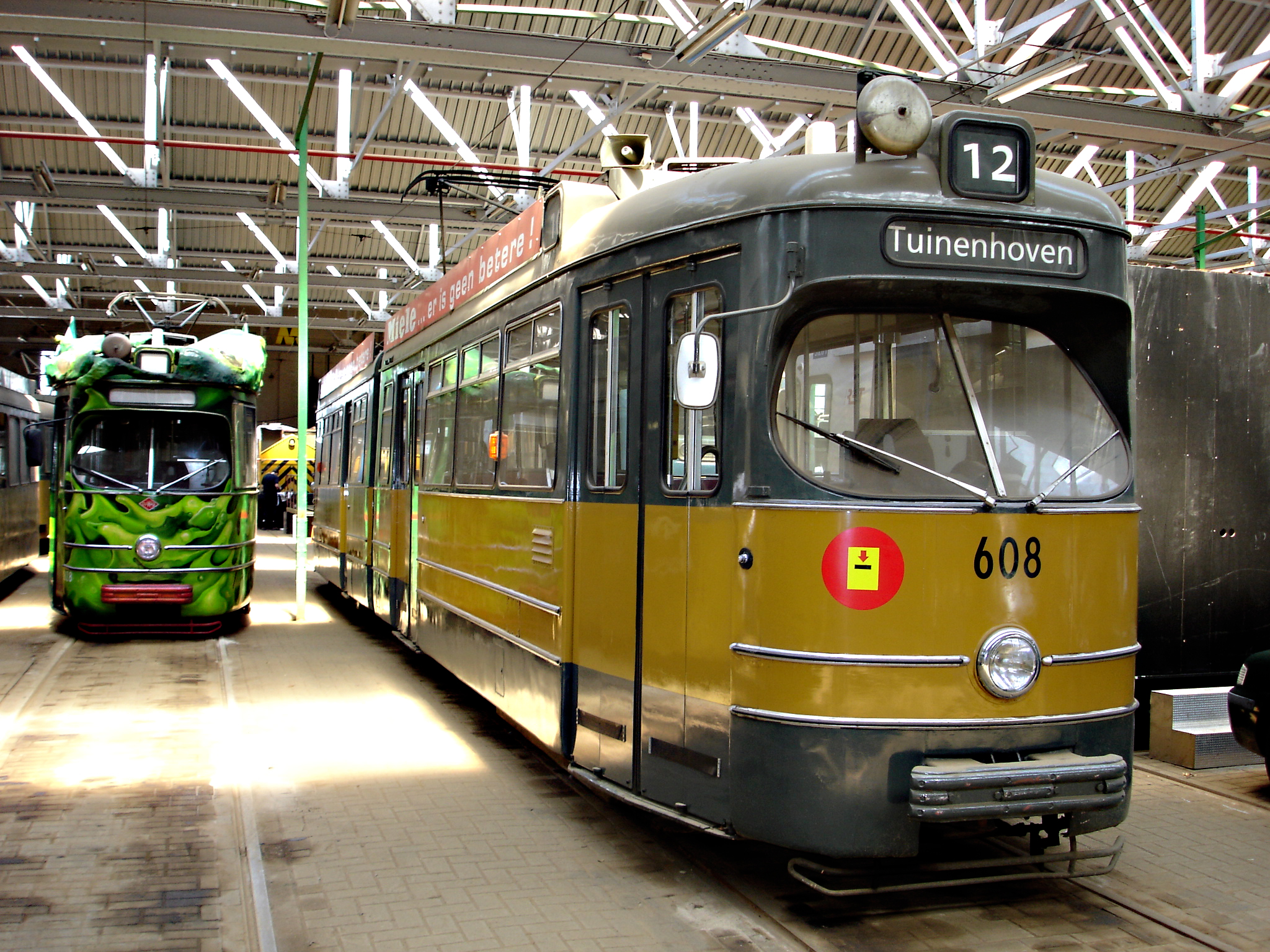
Rotterdamse gelede tram 608 uit 1969, Düwag-Eenheidswagen, gebouwd in licentie.
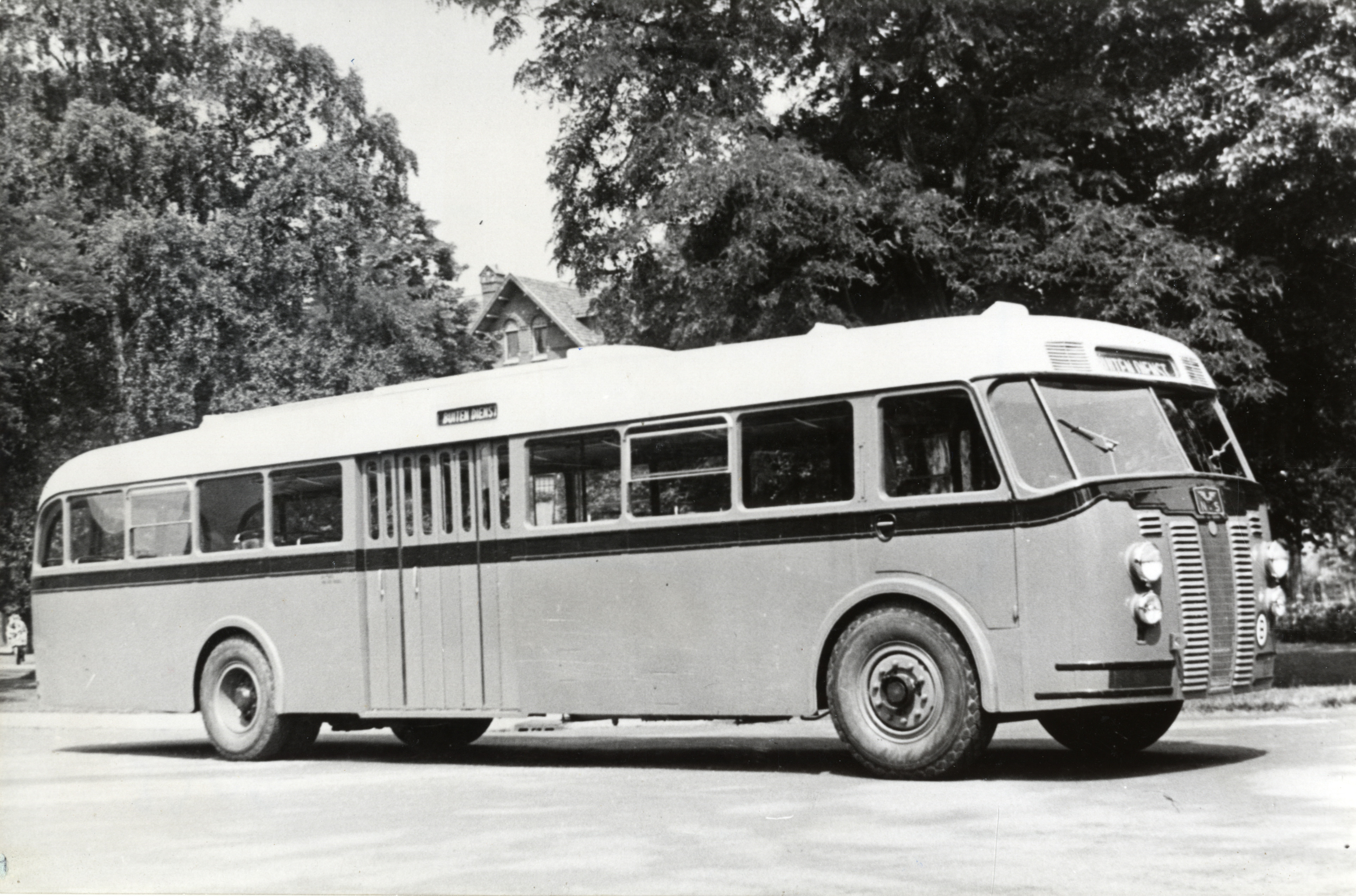
Crossley-Werkspoor streekbus voor  NBM
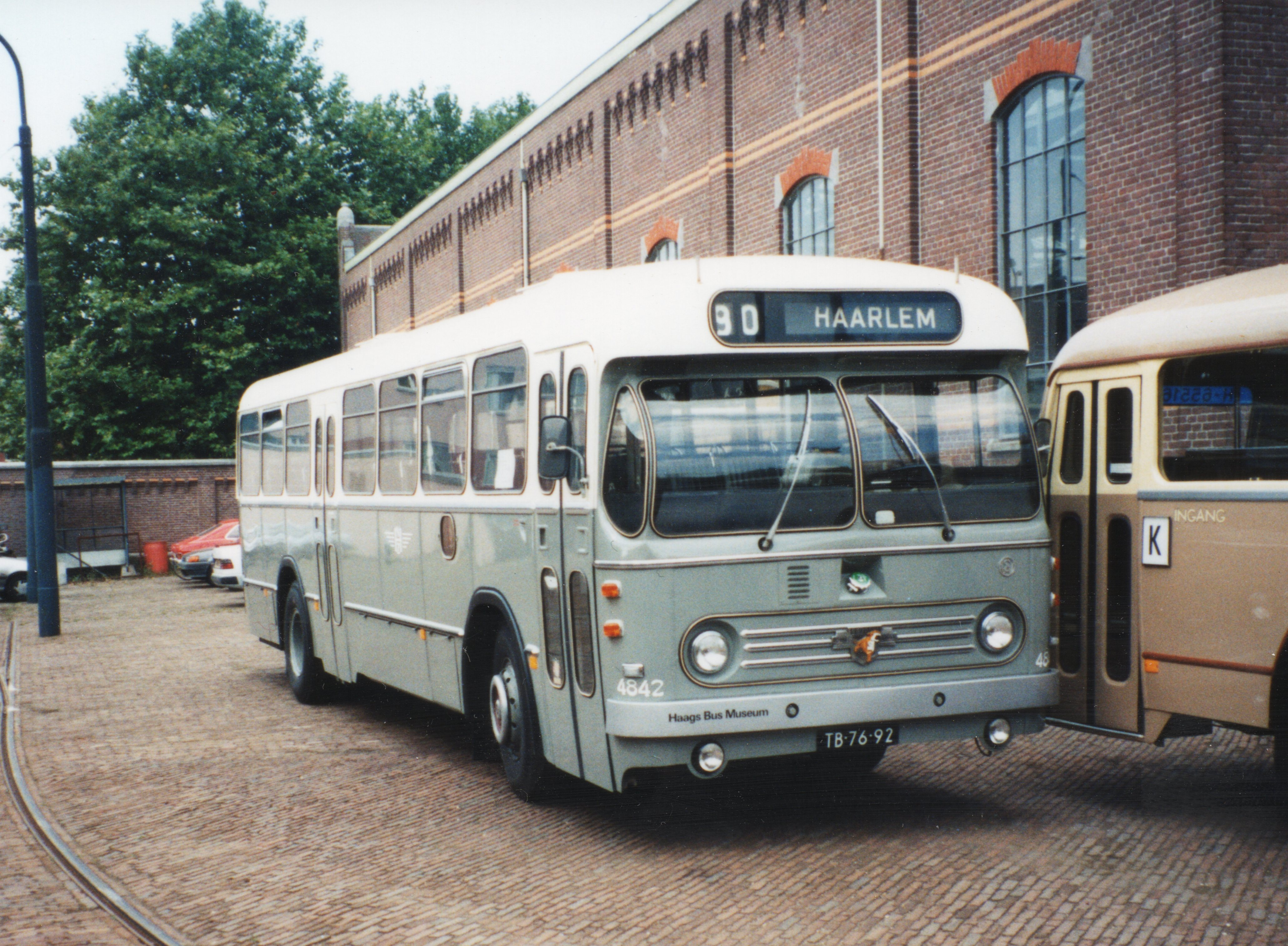
Leyland-Werkspoor bolramer-streekbus uit 1960, NZHVM.

## Rollend materieel
Een overzicht van door Werkspoor na de Tweede Wereldoorlog gebouwd spoor- en trammaterieel.

### Nederlandse Spoorwegen

#### Locomotieven
- Locomotoren 200/300-serie (behalve 281-306) ('Sik')
- Diesellocomotieven 400-serie
- Diesellocomotieven 450-serie
- Diesellocomotieven 2600-serie
- Elektrische locomotieven 1000-serie - Samen met SLM/Oerlikon
- Elektrische locomotieven 1200-serie - Samen met Baldwin/Westinghouse

#### Treinstellen
- Plan A (Mat '46) - Samen met Beijnes
- Plan B (Mat '46) - Samen met Allan en Beijnes
- Plan AB (Mat '46)
- Plan F (Mat '54) - Samen met Allan en Beijnes
- Plan G (Mat '54) - Samen met Allan
- Plan P (Mat '54)
- Plan Q (Mat '54)
- Benelux-treinstellen (Mat '57) - Samen met ACEC en SEM
- Plan U (Dieseldrieën)
- Plan X (Diesel-1 en 2) - Samen met Allan en Beijnes Bijnaam: Blauwe Engelen
- Plan T (Mat '64)
- Plan V (Mat '64) Bouw t/m 1972 (treinstel 840). Deelserie 462-471 en vanaf 841 door Talbot
- Plan mP (Motorpost)
- Nederlands-Zwitsers TEE-treinstel (Trans Europe Express, samen met SBB)

#### Rijtuigen
- Plan D - Samen met Beijnes
- Plan E - Samen met Beijnes
- Plan N
- Plan W

### GVB (Amsterdam)
- Trams: Amsterdamse drieasser-trams (nummers 491-550 en 951-1000).
- Trams: gelede wagens: 5G, 6G, 7G, nummers 653-669, 670-699 (achterbakken wegens capaciteitsgebrek door Düwag gebouwd) en 700-724.

### HTM (Den Haag)
- Trams: serie 201-216 (1948, Haagse vierasser, bijnaam "Zwitsers")

### RET (Rotterdam)
- Metro: 5000-serie.
- Trams: 300- en 600/1600-serie.

### Staatsmijnen

#### Locomotieven
- Stoomlocomotieven Ch2t (SM 6II en SM 7II)

- Diesellocomotieven DHB 450/500 (SM 171-183)

- Diesellocomotieven DHB 600/650 (SM 191-196)

#### Wagens
- 2-assige zelflossers